# 小野大輔
小野 大輔（おの だいすけ、1978年5月4日 - ）は、日本の男性声優、歌手。高知県高岡郡佐川町出身。フリー。
代表作に『黒執事』（セバスチャン・ミカエリス）、『ジョジョの奇妙な冒険』（空条承太郎）、『glee/グリー』（フィン・ハドソン）、『宇宙戦艦ヤマト2199』（古代進）、『涼宮ハルヒの憂鬱』（古泉一樹）、『進撃の巨人』（エルヴィン・スミス）、『おそ松さん』（松野十四松）、『斉木楠雄のΨ難』（燃堂力）、『デュラララ!!』シリーズ（平和島静雄） などがある。

## 来歴

### 生い立ち
子供の頃は、川で泳いだり、魚を捕ったり、山で昆虫を大量にゲットしたり、サッカーもしていた生粋のアウトドア男児だったという。
高知高等学校、日本大学芸術学部放送学科、青二塾日曜クラス、マウスプロモーション附属養成所卒。ある時に友人の家に泊りがけで遊びに行っていた時、川でひどく日に焼けてしまい、焼けすぎたせいで熱を出して、友人の家で寝込んでしまった。その時に熱に浮かされながら聴いていた『松村邦洋のオールナイトニッポン』が最高に面白く、その後は深夜ラジオに熱中して、オールナイトニッポン だけではなく『伊集院光のOh!デカナイト』なども聴くようになった。高校時代には育った高知県のラジオで文化放送やニッポン放送などのキー局の電波が、かなりの雑音混じりながら入っていたこともあり、小野はラジオっ子になった。当時はラジオ好きの友人に誘われて『古田新太と犬山犬子のサンデーおちゃめナイト』にハガキを投稿してクイズコーナーに出演していたこともあった。そんな高校生活を送っていたため、進路を決める時には「これだけメディア関係に興味があるなら、放送業界に進むしかないんじゃないか!」と思った。一方、高校時代に色々な映画を観ていたが、なかでもシチュエーションで日常をSF仕立てにしてしまうものと人と人ならざる者のすれ違いや悲哀を描いた作品とスタンリー・キューブリックが好きで心を惹かれて、「自分もこんな映画を作ってみたい」と思い、高知県から上京。大学では当初テレビ番組制作を学んでいた。その頃は自分の力を過信しており、映画制作実習で小野の企画が通り作品を作ることになった時は、「最高の作品を作ってやろう」と思っていた。しかし、大所帯へのディレクションがうまく行かず挫折。前述の通り、高校時代に熱中していた深夜のラジオ番組でラジオ独特の「秘密基地的な魅力」を一層強く感じ、大学2年生からラジオ番組制作に転向。気の合った友人がしていたラジオ制作の手伝いをすることになって音響効果を担当。ラジオドラマ制作中にスタッフ不足で出演者側となったことが声優を目指すきっかけとなった。

### キャリア
デビュー作は東北新社で収録していたボイスオーバーの仕事で、推定70代の老人役。初めて番組レギュラーで出演していたアニメ作品は『ヒートガイジェイ』。初主演は2005年のテレビアニメ『AIR』の国崎往人役となる。
2007年、ミニアルバム『ひねもす』でランティスよりメジャーデビュー。毎年に開催される「Original Entertainment Paradise“おれパラ”」ではホストの一人としてライブを披露している。
2008年、第2回声優アワードサブキャラクター男優賞（助演男優賞）受賞。2010年、第4回声優アワード主演男優賞受賞。2011年、アニメージュ第33回アニメグランプリ声優部門にてグランプリを受賞。
2015年、第9回声優アワード主演男優賞とパーソナリティ賞を受賞、第1回アニラジアワードにて自身がパーソナリティを務めた、TVアニメ『ばらかもん』Webラジオ「らじかもん」が、BEST COMFORT RADIO 癒しラジオ賞を受賞、東京アニメアワード2015「アニメオブザイヤー部門」にて声優賞を受賞。
2016年2月からは長年所属したマウスプロモーションを退所、フリーでの活動を開始した。ファンレターの宛先は文化放送エクステンドが窓口となっている。
2019年、第13回日藝賞受賞。

## 人物
方言は土佐弁。音域はG - E♭。小学5年生くらいから2014年時点の声に声変わりしたという。
『ヒートガイジェイ』以降明田川仁、『AIR』以降鶴岡陽太、『スクラップド・プリンセス』以降菊田浩巳などの音響監督が参加している作品に出演している。音響監督の岩浪美和が参加している作品にも出演している。また小野が声優としての活動を始める前から岩浪のファンであり、2013年の小野のエッセイによると、岩浪が監督を務めていた『ビーストウォーズ 超生命体トランスフォーマー』の日本語版を見ていた時の衝撃は忘れられないという。声優志望向けのテキスト教材で初めて音響監督の三間雅文が関わっていた仕事に参加していたが、その後は全くなく本格的に三間が参加している作品に出演するようになったのは『マルドゥック・スクランブル』や『黒子のバスケ』以降だった。
小野家の男2人兄弟の弟。獣医の兄がいる。実家は家具店を営んでいた（2017年末に閉店）。モットーは「期待は裏切る。予想は超える。」を挙げていたが、2013年時点では坂本龍馬の「世に生を得るは事をなすにあり」。
出身地である高知県佐川町の成人式での講演や、文化庁・高知県教育委員会主催「全国読書フェスティバルin香南」で朗読を行うなど、故郷に馴染みが深い。2010年4月から高知県観光特使に任命されている。また、2017年9月23日には佐川町初の佐川町観光大使に任命された。2023年には佐川出身の植物学者・牧野富太郎をモデルとした連続テレビ小説「らんまん」に出演、話題となった。
吹き替えでは、ベン・マッケンジーを務めることが多く、海外ドラマ『GOTHAM/ゴッサム』の対談企画で来日した際には対面を果たした。対談で演技論について語り合うなかで、マッケンジーは小野について「分身に出会えたような感覚だよ。自分を映す鏡のような存在だね。」と評した。小野は「できればこれから先もずっとベン・マッケンジーの声は小野大輔がやりたいと思っています。」と宣言すると、マッケンジーも「うれしいね。ぜひお願いしたい。」と伝え、公認を受けた。

### 趣味・嗜好など
趣味・特技は仏像鑑賞、ドライブ。大学生の頃、みうらじゅん『仏像ロック』を見て、仏像やそれを造る仏師、寺社が好きとなった。
芸術ではシュルレアリスムを好み、自身の音楽作品のモチーフとしてマグリットのほかエッシャーやミュシャを扱ったことがある。
テレビアニメ『新機動戦記ガンダムW』でアニメの世界に目覚めたという。
好きな漫画は『美味しんぼ』や『ジョジョの奇妙な冒険』シリーズなど。ホラー映画など恐怖ものは苦手な方。
スポーツではサッカー好きで、アルゼンチン代表を応援しており、フアン・セバスティアン・ベロンの大ファン。小学生時代はサッカー部でレギュラー（右ウイング）だったが、高知県内では活躍できても遠征すると乗り物酔いでベンチにも入れないことも多く、「デニス・ベルカンプのよう」な選手だったという。当時チームメイトで元プロサッカー選手の山口智（ガンバ大阪、京都サンガなどでプレー）と全国大会に出場したことがある。
中学時代は『SLAM DUNK』に影響されて、バスケット部に所属してバスケットボールをしていた。
得意料理はカレーで『みなみけ おかえり』第2話で流れたカレーのうたは、原作第113話の歌詞に一部本人のアドリブで考えられた歌詞が付け加えられている。
2023年に出演した連続テレビ小説「らんまん」のモデルとなった牧野博士の生家・岸屋を譲り受けた高知県佐川町の蔵元・司牡丹酒造の日本酒を以前から愛飲しており「司牡丹で小野大輔の酒を造りたい」と望んでいた。その声を聴いた蔵元が快諾。2019年から小野の1stシングル「雨音」の名を冠した純米酒をプロデュースしている。毎年仕込みの時期に帰省して蔵を訪れ、自ら櫂入れの作業を行いながら「美味しゅうなりよ（土佐弁）」と語りかけている。

### エピソード
愛称「おのでぃ（小野D、オノD）」は、業界に「だいすけ」という名の声優が多く、イベントで堀内賢雄が舞台袖から「だいすけ」と呼びかけた際に色んな人が振り向いてしまったという出来事がきっかけとなって生まれた。近藤孝行が最初に小野Dと付け、それを本人が気に入り広まった。
同じ1978年生まれの声優である近藤孝行・菅沼久義・立花慎之介・日野聡・福山潤・間島淳司と「DABA」というユニットを組んでいる（DABA内での呼称は「まさし」）。
当時所属していた事務所からの携帯着信音は、自身がアニメ初主役を務めた『AIR』のOP曲「鳥の詩」。

## 出演
太字はメインキャラクター。

### テレビアニメ
2002年
- Weiß kreuz Glühen（理事長の護衛）
- G-onらいだーす（係員、アナウンス）
- パタパタ飛行船の冒険（老学者、漕ぎ手A）
- ヒートガイジェイ（男B、運転手、兵A、天上人 他）
- フルメタル・パニック!（2002年 - 2005年、小林、男子生徒） - 3シリーズ
- ルパン三世 EPISODE:0 ファーストコンタクト
- ゴールドマッスル（ビクター・ベックス）

2003年
- R.O.D -THE TV-（担当編集）
- 明日のナージャ（マッシモ）
- AVENGER
- WOLF'S RAIN（奪還隊B）
- おねがい☆ツインズ（男、ナンパ男）
- 君が望む永遠（男）
- 金色のガッシュベル!!（ゴフレ）
- 最遊記シリーズ（2003年 - 2004年、妖怪、坊主） - 2シリーズ
- 真月譚 月姫（アナウンサー、同級生A、係員、死体）
- 神魂合体ゴーダンナー!!（2003年 - 2004年、清水、杉山、所員A、乗客A） - 2シリーズ
- スクラップド・プリンセス（キダーフ・ジャイロット）
- D.C. 〜ダ・カーポ〜（2003年 - 2005年、栗リックス、三郎） - 2シリーズ
- デュエル・マスターズ（医師）
- ハングリーハート WILD STRIKER（菊本ハジメ）
- マーメイドメロディ ぴちぴちピッチ（式場の人A）
- 無人惑星サヴァイヴ（レーダー係）
- ロックマンエグゼ シリーズ（2003年 - 2005年、プリズマン、ショウギマン、デブ夫、バーテン、ケン 他） - 2シリーズ

2004年
- アガサ・クリスティーの名探偵ポワロとマープル（ハロルド・クラッケンソープ、フィリップ、ミッチェル 他）
- うた∽かた（都築燎）
- エルフェンリート（コウタの父）
- 学園アリス（男1、猛獣使い）
- 神無月の巫女
- げんしけん（2004年 - 2007年、委員長） - 2シリーズ
- SAMURAI 7（かむろ衆A）
- せんせいのお時間（校長先生）
- ゾイドフューザーズ（男B）
- To Heart 〜Remember my Memories〜（レフェリー）
- デュエル・マスターズ チャージ（司会、財前医師）
- NARUTO -ナルト-（音忍）
- ニニンがシノブ伝（忍者2、楓のパパ）
- 爆裂天使（学生C）
- 光と水のダフネ（ラーメン屋店主、家賃滞納男 他）
- 双恋（権田純太郎）
- ブラック・ジャック（2004年 - 2006年、川上、アナウンサー、教師、男性、TVアナウンサー、若いころの老人、医者、部下、将棋倶楽部部員、プールにいる人々、医師B、連盟の男2、先生、バスの乗客、駅アナウンス、野良犬、村長、西郷、ラジオアナウンサー、警備員、男、馬場先生、従業員、子分、ナレーション、乗客、不動産屋、警部、宇宙人、スタッフ、ジョーズの手下、FA、助手）
- 美鳥の日々（気功師）
- 焼きたて!!ジャぱん（受験生）

2005年
- アイシールド21（水町健悟）
- あまえないでよっ!!（2005年 - 2006年、龍寛、番長、美術部員、番長、作業員） - 2シリーズ
- ウィッチ -W.I.T.C.H.-（セドリック）
- AIR（国崎往人、そら）
- おでんくん（こんにゃくん、ちくわくん、お客）
- かりん（面接官）
- 銀牙伝説WEED（カイト）
- ガラスの仮面（笠利宏）
- ギャラリーフェイク
- 交響詩篇エウレカセブン（将校B）
- 甲虫王者ムシキング 森の民の伝説（カカロ）
- 極上生徒会（君塚優一）
- 地獄少女（片岡雅哉）
- 新釈 眞田十勇士
- スターシップ・オペレーターズ（五島）
- トリニティ・ブラッド（ブリュージュ伯ギィ）
- ノエイン もうひとりの君へ（エンラ）
- ハチミツとクローバー（松田一朗、解説 他）
- ふしぎ星の☆ふたご姫（2005年 - 2006年、アーロン、魔法医、キャンディの父）
- BLOOD+（反町、村人）
- プレイボール2nd（西田）
- 名探偵コナン（2005年 - 2025年、TVナレーション、寅谷銀助、伊織無我）
- 焼きたて!!ジャぱん（観客）
- ローゼンメイデン シリーズ（2005年 - 2006年、槐） - 2シリーズ
- わがまま☆フェアリー ミルモでポン! わんだほう（家臣）

2006年
- イノセント・ヴィーナス（剣吾）
- ウィッチブレイド（長田）
- おろしたてミュージカル 練馬大根ブラザーズ（組長）
- かしまし 〜ガール・ミーツ・ガール〜（曽呂明日太）
- ガラスの艦隊（シーク）
- Gift 〜ギフト〜 eternal rainbow（坂口）
- しにがみのバラッド。（松本）
- 涼宮ハルヒの憂鬱（2006年 - 2009年、古泉一樹） - 2シリーズ
- それいけ!アンパンマン（クマのおじさん）
- ツバサ・クロニクル（船員）
- NIGHT HEAD GENESIS（β〈ベータ〉）
- バーテンダー（バーテンダーB）
- ひぐらしのなく頃に（2006年 - 2007年、赤坂衛） - 2シリーズ
- ブラック・ジャック21（幹部、副操縦士、間影三〈青年時〉）
- BLEACH（2006年 - 2012年、馬橋、月島秀九郎）
- 護くんに女神の祝福を!（2006年 - 2007年、周藤摩耶）
- RED GARDEN（ニック）
- REC（畑田）

2007年
- アイドルマスター XENOGLOSSIA（大道楢馬）
- アンデルセン・ストーリーズ（王子様）
- 風のスティグマ（八神和麻）
- キスダム -ENGAGE planet-（哀羽シュウ）
- 鋼鉄神ジーグ（草薙剣児）
- 神曲奏界ポリフォニカ（アカツキ・ディーレン）
- 瀬戸の花嫁（三河海）
- ドラゴノーツ -ザ・レゾナンス-（カミシナ・ジン）
- 魔法少女リリカルなのはStrikerS（ヴェロッサ・アコース）
- みなみけ（2007年 - 2013年、保坂） - 4シリーズ
- らき☆すた（小野だいすけ）
- レンタルマギカ（2007年 - 2008年、影崎）

2008年
- Yes!プリキュア5GoGo!（青年）
- CHAOS;HEAD（三住大輔）
- CLANNAD 〜AFTER STORY〜（佐々木）
- 黒執事（2008年 - 2025年、セバスチャン・ミカエリス） - 5シリーズ
- 図書館戦争（朝比奈光流）
- ネオ アンジェリーク Abyss（ヒュウガ） - 2シリーズ
- 美肌一族（鎌田マサオ、店員）
- モノクローム・ファクター（二海堂昶）
- 夜桜四重奏 〜ヨザクラカルテット〜（2008年 - 2013年、岸恭助） - 2シリーズ
- ワールド・デストラクション 〜世界撲滅の六人〜（ナジャ・グレフ）
- 我が家のお稲荷さま。（恵比寿）

2009年
- アラド戦記〜スラップアップパーティー〜（ダンジン）
- 11eyes（皐月駆）
- うみねこのなく頃に（右代宮戦人）
- 獣の奏者 エリン（ナソン）
- 咲-Saki-（2009年 - 2014年、ハギヨシ） - 3シリーズ
- 絶対可憐チルドレン（バトゥラ17世）
- 宙のまにまに（武佐）
- 宇宙をかける少女（真宮寺時雨、ミスタークロオビ）
- 空を見上げる少女の瞳に映る世界（ムント）
- バトルスピリッツ 少年激覇ダン（2009年 - 2010年、クラッキー・レイ）
- 花咲ける青少年（ユージィン・アレキサンドル・ド・ヴォルカン）
- PandoraHearts（ジャック＝ベザリウス）
- ミラクル☆トレイン〜大江戸線へようこそ〜（月島十六夜）

2010年
- 裏切りは僕の名前を知っている（蓮城焔椎真）
- ご姉弟物語（花山）
- GIANT KILLING（ルイジ吉田）
- 心霊探偵 八雲（斉藤八雲）
- デュラララ!!（2010年 - 2016年、平和島静雄） - 4シリーズ
- 伝説の勇者の伝説（シオン・アスタール）
- 殿といっしょシリーズ（2010年 - 2011年、片倉景綱） - 2シリーズ
- ハートキャッチプリキュア!（西原大輝）
- バトルスピリッツ ブレイヴ（2010年 - 2011年、クラッキー・レイ）
- FORTUNE ARTERIAL 赤い約束（支倉孝平）
- ポケモンレンジャー 光の軌跡（レッドアイ）
- WORKING!!（2010年 - 2015年、佐藤潤） - 3シリーズ

2011年
- 青の祓魔師（2011年 - 2025年、アーサー・A・エンジェル） - 4シリーズ
- Aチャンネル（男子生徒A、佐藤先生、校長先生、老人、謎の声）
- 神様のメモ帳（四代目〈雛村壮一郎〉）
- 機動戦士ガンダムAGE（2011年 - 2012年、ウルフ・エニアクル）
- 境界線上のホライゾン（2011年 - 2012年、 点蔵・クロスユナイト、ハッサン・フルブシ） - 2シリーズ
- クマ星人とぼく（クマ星人）
- ダンタリアンの書架（ヒュー・アンソニー・ディスワード）
- デッドマン・ワンダーランド（剣ヶ峰凪）
- DOG DAYS（2011年 - 2015年、バナード・サブラージュ） - 3シリーズ
- 日常（カラス）
- Persona4 the ANIMATION（2011年 - 2014年、一条康） - 2シリーズ
- 真剣で私に恋しなさい!!（綾小路麻呂、ペットの犬）
- 47都道府犬（高知犬）

2012年
- AKB0048（2012年 - 2013年、牛山先生） - 2シリーズ
- 黒子のバスケ（2012年 - 2015年、緑間真太郎） - 3シリーズ / 2016年に『ウインターカップ総集編』（3部作）劇場上映
- K（2012年 - 2015年、夜刀神狗朗、日高暁） - 2シリーズ
- ジュエルペット きら☆デコッ!（尾崎青騎士（ブルーナイト）、デコ時計、セスナ、うし、審査員A、小鳥オス、停留所、エビフライ、ただの宇宙人、月、審判、七面鳥、ヤギ夫、4Dの人）
- しろくまカフェ（ラマさん）
- テニスの王子様 シリーズ（2012年 - 2024年、徳川カズヤ） - 3シリーズ
- トータル・イクリプス（ユウヤ・ブリッジス）
- パパのいうことを聞きなさい!（仁村浩一）
- ファイ・ブレイン 神のパズル（ダウト、イワシミズ君）
- BRAVE10（霧隠才蔵）
- マギ（2012年 - 2014年、シンドバッド） - 2シリーズ
- 輪廻のラグランジェ（フィン・エ・ルド・シ・ディセルマイン）

2013年
- うたの☆プリンスさまっ♪ マジLOVEシリーズ（2013年 - 2016年、皇綺羅） - 3シリーズ
- 宇宙戦艦ヤマト2199（古代進） - 2012年劇場先行公開
- カーニヴァル（平門）
- 革命機ヴァルヴレイヴ（カイン・ドレッセル）
- 君のいる町（風間恭輔）
- ジュエルペット ハッピネス（ユーリ・アフロスキー）
- 進撃の巨人（2013年 - 2023年、エルヴィン・スミス） - 5シリーズ
- 翠星のガルガンティア（ピニオンの兄）
- スパロウズホテル（塩川の兄）
- たまこまーけっと（フローリスト・プリンセス〈花瀬かおる〉）
- トレインヒーロー（ゴウ）
- BROTHERS CONFLICT（朝日奈昴）

2014年
- ウィザード・バリスターズ 弁魔士セシル（工白志吹）
- 神々の悪戯（ハデス・アイドネウス）
- 繰繰れ! コックリさん（コックリさん）
- 月刊少女野崎くん（前野蜜也）
- ジョジョの奇妙な冒険 シリーズ（2014年 - 2023年、空条承太郎、承インゴ〈オインゴ〉、承太郎似の男） - 5シリーズ
- 戦国無双（2014年 - 2015年、真田信之） - 特別編 + 1シリーズ
- テラフォーマーズ（2014年 - 2016年、鬼塚慶次） - 2シリーズ
- ノラガミ（2014年 - 2015年、大黒） - 2シリーズ
- ばらかもん（半田清舟）

2015年
- おそ松さん（2015年 - 2025年、松野十四松 / 実松 / 十四子 / 十四馬 / 十四美 / ジュウシ先輩 / F6十四松 / 実コップ / 十四松知事、小野大輔） - 4シリーズ + 特別編
- 終わりのセラフ（五士典人）
- Charlotte（乙坂隼翼）
- 進撃!巨人中学校（エルヴィン・スミス）
- どうしても干支にはいりたい（2015年 - 2020年、トラ） - 2シリーズ
- 長門有希ちゃんの消失（古泉一樹）
- 山田くんと7人の魔女（五十嵐潮）

2016年
- あはれ!名作くん（2016年 - 2021年、滅田駄作、幽霊）
- おしえて! ギャル子ちゃん（スポ男）
- SERVAMP -サーヴァンプ-（月満弓景）
- 3ねんDぐみガラスの仮面（速水真澄）
- 斉木楠雄のΨ難（2016年 - 2018年、燃堂力） - 2シリーズ + 完結編
- 石膏ボーイズ（マルス）
- 双星の陰陽師（土御門御影、安倍晴明）
- DAYS（君下敦）
- テイルズ オブ ゼスティリア ザ クロス（デゼル）
- Dimension W（マブチ・キョーマ）
- 刀剣乱舞-花丸-（沖田総司）
- TRICKSTER -江戸川乱歩「少年探偵団」より-（明智小五郎）
- ドリフターズ（ブッチ・キャシディ）
- 91Days（ヴァンノ）
- NORN9 ノルン+ノネット（吾妻夏彦）
- B-PROJECT シリーズ（2016年 - 2023年、北門倫毘沙） - 3シリーズ
- プリンス・オブ・ストライド オルタナティブ（支倉ヒース）
- マギ シンドバッドの冒険（シンドバッド）
- 私がモテてどうすんだ（殿）

2017年
- 小林さんちのメイドラゴン（2017年 - 2021年、ファフニール） - 2シリーズ
- 風夏（矢矧）
- AKIBA'S TRIP -THE ANIMATION-（政田池輝）
- “栄光なき天才たち”からの物語（古橋廣之進）
- 弱虫ペダル シリーズ（2017年 - 2023年、銅橋正清） - 3シリーズ 
- 覆面系ノイズ（悠埜佳斗）
- 夏目友人帳 陸（葵）
- 王室教師ハイネ（アインス・フォン・グランツライヒ）
- Re:CREATORS（カロン・セイガ）
- 徒然チルドレン（湯川英樹）
- 捏造トラップ-NTR-（藤原）
- カイトアンサ（黒霧悠）
- ナイツ&マジック（エムリス・イェイエル・フレメヴィーラ）
- 活撃 刀剣乱舞（坂本龍馬）
- プリンセス・プリンシパル（イングウェイ）
- 将国のアルタイル（ルチオ）
- ブラッククローバー（2017年 - 2021年、ウィリアム・ヴァンジャンス）
- タイムボカン 逆襲の三悪人（坂本龍馬）
- 血界戦線 & BEYOND（フィリップ・レノール）
- UQ HOLDER! 〜魔法先生ネギま!2〜（クウネル・サンダース）
- キノの旅 -the Beautiful World- the Animated Series（旅人キノ）
- 3月のライオン（櫻井岳人）

2018年
- 学園ベビーシッターズ（犀川恵吾）
- 博多豚骨ラーメンズ（馬場善治）
- 覇穹 封神演義（姫発）
- 七つの大罪 シリーズ（2018年 - 2020年、ドロール） - 2シリーズ
- 鹿楓堂よついろ日和（ぐれ / グレゴーリオ ヴァレンティーノ）
- 銀河英雄伝説 Die Neue These 邂逅（ウォルフガング・ミッターマイヤー）
- Back Street Girls -ゴクドルズ-（山本健太郎）
- はたらく細胞（2018年 - 2021年、キラーT細胞→メモリーT細胞） - 2シリーズ
- 深夜!天才バカボン（バカカタ）
- 中間管理録トネガワ（外出者）
- 寄宿学校のジュリエット（犬塚藍瑠）
- ロード・エルメロイII世の事件簿 -魔眼蒐集列車 Grace note-（2018年 - 2021年、アッド、円卓議決） - 1シリーズ + 特別編2作品
- 宇宙戦艦ヤマト2202 愛の戦士たち（古代進）

2019年
- 同居人はひざ、時々、頭のうえ。（クロ）
- 火ノ丸相撲（兵藤真磋人）
- 忍たま乱太郎の宇宙大冒険 with コズミックフロント☆NEXT 土星めぐりでシャッターチャンスの段（オカッシーニ）
- ダイヤのA actII（本郷政宗）
- 文豪ストレイドッグス（エース）
- BEM（ヘルムート・フェルト）
- 魔入りました!入間くん（2019年 - 2023年、ナベリウス・カルエゴ） - 3シリーズ
- ファンタシースターオンライン2 エピソード・オラクル（2019年 - 2020年、アッシュ / 【仮面】〈ペルソナ〉）
- 旗揚!けものみち（オークキング）

2020年
- ソマリと森の神様（ゴーレム）
- ポケットモンスター（2020年 - 2022年、ダンデ）
- 神之塔 -Tower of God-（2020年 - 2024年、ポンセカル・ラウレ） - 2シリーズ
- 別冊オリンピア・キュクロス（デメトリオス）
- ねこねこ日本史（武田家臣A、タケミカヅチ、柿本人麻呂）
- 炎炎ノ消防隊 シリーズ（2020年 - 2025年、パート・コ・パーン） - 2シリーズ
- 富豪刑事 Balance:UNLIMITED（リカルド）
- 天晴爛漫!（ギル・T・シガー / トリスタン・ザ・バッド）
- 神達に拾われた男（2020年 - 2023年、ラインハルト・ジャミール） - 2シリーズ
- せいぜいがんばれ!魔法少女くるみ（2020年 - 2021年、ジャケット紳士、青木山しんじ）
- 体操ザムライ（綿織茂）
- ゴールデンカムイ（若き用一郎）

2021年
- ひぐらしのなく頃に業（赤坂衛） - 2シリーズ
- ホリミヤ（2021年 - 2023年、堀京介） - 2シリーズ
- 怪物事変（ミハイ・フロレスク）
- 無職転生 〜異世界行ったら本気だす〜（フィリップ・ボレアス・グレイラット）
- 真・中華一番!（ジュチ）
- バクテン!!（七ヶ浜政宗）
- さよなら私のクラマー（ナレーション）
- 東京リベンジャーズ（2021年 - 2023年、武藤泰宏〈ムーチョ〉） - 3シリーズ
- セスタス -The Roman Fighter-（アドニス）
- NIGHT HEAD 2041（霧原直人）
- ゲッターロボ アーク（シュヴァイツァ博士）
- うらみちお兄さん（猫田又彦）
- ぼのぼの（2021年 - 2022年、ダイス）
- SELECTION PROJECT（スミパンダ、おしるこジュン）
- かぎなど（2021年 - 2022年、国崎往人 / そら、屑屋） - 2シリーズ
- 吸血鬼すぐ死ぬ（2021年 - 2023年、ヒヨシ） - 2シリーズ
- サクガン（ドン）
- テスラノート（大東大和）

2022年
- 失格紋の最強賢者（ガイアス）
- リアデイルの大地にて（スカルゴ）
- トライブナイン（桜花札）
- トモダチゲーム（丹羽万里）
- 社畜さんは幼女幽霊に癒されたい。（今週の「可愛い。」担当）
- くノ一ツバキの胸の内（???、サル、タコ）
- ぷにるんず（2022年 - 2025年、ナレーション） - 3シリーズ
- 4人はそれぞれウソをつく（所長）

2023年
- HIGH CARD（2023年 - 2024年、セオドール・コンスタンティン・ピノクル） - 2シリーズ
- 魔術士オーフェンはぐれ旅 シリーズ（エド） - 2シリーズ
- 真・進化の実〜知らないうちに勝ち組人生〜（ユティス）
- 僕のヒーローアカデミア（2023年 - 2024年、二代目ワン・フォー・オール） - 2シリーズ
- 異世界のんびり農家（ヴァルグライフ）
- 冒険大陸 アニアキングダム（ダーク・フレイム、ヴェロキラプトル、ゴリラたち）
- Opus.COLORs（八柳真）
- 山田くんとLv999の恋をする（スーツの男）
- 青のオーケストラ（鮎川広明）
- 悲劇の元凶となる最強外道ラスボス女王は民の為に尽くします。（カラム・ボルドー）
- るろうに剣心 -明治剣客浪漫譚-（2023年 - 2024年、相楽総三） - 2シリーズ
- 聖者無双〜サラリーマン、異世界で生き残るために歩む道〜（ガルバ）
- MFゴースト（2023年 - 2024年、相葉瞬） - 2シリーズ
- でこぼこ魔女の親子事情（グリンド）
- 新しい上司はど天然（白崎清優）
- 逃走中 グレートミッション（2023年 - 2024年、カイト）

2024年
- ループ7回目の悪役令嬢は、元敵国で自由気ままな花嫁生活を満喫する（ミシェル）
- 姫様“拷問”の時間です（謎の騎士 / ルーシュ）
- 外科医エリーゼ（レン・ド・クロレンス）
- 貼りまわれ!こいぬ（ぬ朗） - 2シリーズ
- 火狩りの王（クンの父）
- 悪役令嬢レベル99 〜私は裏ボスですが魔王ではありません〜（魔王）
- 魔女と野獣（スヴェン）
- 転生したらスライムだった件（グランベル）
- バーテンダー 神のグラス（黒沢純一郎）
- 多数欠（八木橋藤十郎）
- 【推しの子】（GOA）
- この世界は不完全すぎる（ジン〈神林裕翔〉）
- キン肉マン 完璧超人始祖編（2024年 - 2025年、テリーマン） - 2シリーズ
- 異世界失格（カイバラ）
- 魔導具師ダリヤはうつむかない（アウグスト・スカルラッティ）

2025年
- 異修羅（おぞましきトロア、聖域のヤコン）
- ＃コンパス2.0 戦闘摂理解析システム（13〈サーティーン〉）
- LAZARUS ラザロ（アーメッド）
- WIND BREAKER Season 2（棪堂哉真斗）
- カラオケ行こ!（成田狂児）

### 劇場アニメ
2003年
- ぼくの孫悟空（二郎真君）

2004年
- ハードル（修）

2005年
- ブラック・ジャック ふたりの黒い医者（救急隊員）

2007年
- 劇場版 NARUTO -ナルト- 疾風伝（首領）

2008年
- 劇場版MAJOR メジャー 友情の一球（アーサー）

2009年
- 天上人とアクト人最後の戦い（ムント）

2010年
- 涼宮ハルヒの消失（古泉一樹）
- 劇場版“文学少女”（芥川一詩）

2011年
- 手塚治虫のブッダ -赤い砂漠よ!美しく-（チャンナ）
- とある飛空士への追憶（カルロ・レヴァーム皇子）
- 劇場版 魔法先生ネギま! ANIME FINAL（アルビレオ・イマ）

2012年
- 青の祓魔師 ―劇場版―（アーサー・オーギュスト・エンジェル）
- 009 RE:CYBORG（002：ジェット・リンク）
- ねらわれた学園（京極リョウイチ）

2014年
- 宇宙戦艦ヤマト2199（古代進、ナレーション） - 2作品
- 映画 ハピネスチャージプリキュア! 人形の国のバレリーナ（ジーク王子）
- 黒の栖-クロノス-（瀬野晶）
- 劇場版 K MISSING KINGS（夜刀神狗朗）
- 劇場版 進撃の巨人（2014年 - 2018年、エルヴィン・スミス） - 3作品
- 新劇場版 頭文字D（2014年 - 2016年、高橋涼介） - 3部作
- たまこラブストーリー（フローリスト プリンセス〈花瀬かおる〉）
- トレインヒーロー（ゴウ）

2016年
- GANTZ:O（加藤勝）
- この世界の片隅に（水原哲）
- planetarian 〜星の人〜（星の人（青年時代））
- ポッピンQ（小湊俊平）

2017年
- 劇場版 黒執事 Book of the Atlantic（セバスチャン・ミカエリス）
- 劇場版 黒子のバスケ LAST GAME（緑間真太郎）
- 名探偵コナン から紅の恋歌（伊織無我）
- GODZILLA（2017年 - 2018年、エリオット・リーランド） - 2作品

2018年
- ニンジャバットマン（ナイトウィング）

2019年
- 劇場版 王室教師ハイネ（アインス・フォン・グランツライヒ）
- えいがのおそ松さん（松野十四松）
- バイオレンス・ボイジャー（たかあき）
- 劇場版 うたの☆プリンスさまっ♪ マジLOVEキングダム（皇綺羅）

2020年
- デジモンアドベンチャー LAST EVOLUTION 絆（井村京太郎）
- 映画ドラえもん のび太の新恐竜（恐竜博士）

2021年
- 宇宙戦艦ヤマト2205 新たなる旅立ち（古代進）
- 劇場版 Free!-the Final Stroke-（金城楓）
- 劇場版マクロスΔ 絶対LIVE!!!!!!（ヨハン・ウインリー）

2022年
- ブルーサーマル（朝比奈燿）
- おそ松さん〜ヒピポ族と輝く果実〜（松野十四松）
- 映画 バクテン!!（七ヶ浜政宗）

2023年
- ブラッククローバー 魔法帝の剣（ウィリアム・ヴァンジャンス）
- おそ松さん〜魂のたこ焼きパーティーと伝説のお泊り会〜（松野十四松）

2024年
- 名探偵コナン 100万ドルの五稜星（伊織無我）
- 風都探偵 仮面ライダースカルの肖像（万灯雪侍）

2025年
- 小林さんちのメイドラゴン さみしがりやの竜（ファフニール）

時期未定
- ククリレイジュ -三星堆伝奇-（サウダ）

### OVA
2002年
- ウルトラマニアック（男子）

2003年
- みずいろ（健二の父）
- ジェネレーションオブカオス3〜時の封印〜（アルフィルド）

2004年
- おジャ魔女どれみナ・イ・ショ（学生役の俳優、美青年）
- トップをねらえ2!（乗組員A、オペレータB、都知事）
- NARUTO -ナルト- 滝隠れの死闘 オレが英雄だってばよ!（村人）
- Memories Off 3.5 想い出の彼方へ（鷺沢一蹴）
- Memories Off 3.5 祈りの届く刻（鷺沢一蹴）

2005年
- 鴉 -KARAS-（ケン）
- 星界の戦旗III（デュール）
- 魔女っ娘つくねちゃん（トニーおじさん、くま 他）
- 名探偵コナン 標的は小五郎!! 少年探偵団マル秘調査（村上雅也）

2006年
- 機動戦士ガンダムSEED C.E.73 STARGAZER（スウェン・カル・バヤン）
- BALDR FORCE EXE RESOLUTION（柏木洋介）

2008年
- イマジンあにめ（テディ）
- シャイナ・ダルク 〜黒き月の王と蒼碧の月の姫君〜（エクソダ・セロ・クラウ）
- 瀬戸の花嫁OVAシリーズ（2008年 - 2009年、三河海）
- ZOMBIE-LOAN 特別編（鶫修司）
- 魔法先生ネギま!シリーズ（2008年 - 2010年、アルビレオ・イマ〈クウネル・サンダース〉） - 2シリーズ

2009年
- ひぐらしのなく頃に礼（赤坂衛）
- みなみけ（2009年 - 2013年、保坂） - コミックス第6・10・11巻限定版

2010年
- 聖闘士星矢 THE LOST CANVAS 冥王神話（2010年 - 2011年、マニゴルド）
- 殿といっしょ（片倉景綱）
- べるぜバブ 〜拾った赤ちゃんは大魔王!?〜（夏目慎太郎） - ジャンプスーパーアニメツアー上映作品
- 夜桜四重奏 〜ホシノウミ〜（岸恭助）

2011年
- VitaminX Addiction（草薙一）

2012年
- Aチャンネル+smile（佐藤先生）
- 輪廻のラグランジェ 鴨川デイズ（ディセルマイン）

2013年
- 小林が可愛すぎてツライっ!!（真田蒼） - コミックス第3巻アニメDVD付き特装版
- 進撃の巨人（2013年 - 2015年、エルヴィン・スミス） - 原作第12巻・15巻・16巻限定版
- 夜桜四重奏 〜ヨザクラカルテット〜「ミナカナ箱根編」（岸恭助） - コミックス第14 - 16巻OAD付き限定版

2014年
- ノラガミ（大黒） - コミックス10-11巻DVD付き特別版に収録
- マギ シンドバッドの冒険（2014年 - 2015年、シンドバッド） - コミックス第3 - 7巻特別版DVDに収録
- 山田くんと7人の魔女（五十嵐潮） - 原作第15巻限定版に付属

2015年
- 黒執事 Book of Murder（セバスチャン・ミカエリス / ジェレミー・ラスボーン）
- 長門有希ちゃんの消失（古泉一樹） - コミックス第9巻オリジナルBD付き限定版

2016年
- バキ（シコルスキー） - 「刃牙道」第14巻限定版

2017年
- 宇宙戦艦ヤマト2202 愛の戦士たち（古代進）※ODS作品
- 小林さんちのメイドラゴン（ファフニール） - TV未放送エピソード第14話

2018年
- テラフォーマーズ（鬼塚慶次） - コミックス第21巻アニメDVD同梱版
- デビルズライン（ユリウス・クルツ） - コミックス第12巻限定版
- ブラッククローバー オール魔法騎士感謝祭（ウィリアム・ヴァンジャンス） - ジャンプスペシャルアニメフェスタ2018上映作品

2019年
- 銀河英雄伝説 Die Neue These（2019年 - 2022年、ウォルフガング・ミッターマイヤー） - 2シリーズ

2022年
- 小林さんちのメイドラゴンS（ファフニール） - 番外編

### Webアニメ
2000年代
- リーンの翼（2006年）
- 涼宮ハルヒちゃんの憂鬱（2009年、古泉一樹）
- にょろーん ちゅるやさん（2009年、古泉一樹、客の男）

2010年代
- Starry☆Sky（2010年、東月錫也）
- planetarian〜ちいさなほしのゆめ〜（2016年、屑屋）
- モンスターストライク（2016年、神倶土春馬）
- 機動戦士ガンダム Twilight AXIS（2017年、メーメット・メルカ）
- せいぜいがんばれ!魔法少女くるみ（2017年、ジャケット紳士）
- 西武鉄道オリジナルアニメーション『ちちぶでぶちち』（2018年、奈佐彰文）
- バトルスピリッツ サーガブレイヴ（2019年 - 2020年、クラッキー・レイ）
- ケンガンアシュラ（2019年 - 2023年、御雷零） - 3シリーズ
- 斉木楠雄のΨ難 Ψ始動編（2019年、燃堂力、燃堂緑、竹内力〈燃堂父〉、宗村まさゆき）
- Levius -レビウス-（2019年、ヒューゴ・ストラタス）

2020年代
- おしえて北斎! -THE ANIMATION-（2021年、岸田劉生）
- ミニドラ（2021年、ファフニール）
- ベイブレードバースト ダイナマイトバトル（2021年 - 2022年、ラシャド・グッドマン）
- Pokémon Evolutions（2021年、ダンデ）
- 鎮西八郎為朝（2022年 - 2023年、源義朝）
- 風都探偵（2022年、万灯雪侍 / オーロラ・ドーパント）
- 大門寺と問題児（2023年、まひるパパ）
- 崩壊:スターレイル ショートアニメ（2023年 - 2024年、景元）

### ゲーム
2002年
- 侍（ドナルド・ドナテロウズ）

2003年
- イースI・IIエターナルストーリー（ゴート）
- 漢のためのバイブル THE友情アドベンチャー-炎多留・魂-（折尾護）
- サクラ大戦 〜熱き血潮に〜（群集）
- ルパン三世 海に消えた秘宝（部下D）

2004年
- いつか降る雪（高坂）
- 鬼武者3（フランス軍兵士）
- カオスブレイカー（オーク）
- 3年B組金八先生 伝説の教壇に立て!（桧山太陽）
- ToHeart2
- どろろ（金小僧）
- planetarian 〜ちいさなほしのゆめ〜（屑屋）
- フルハウスキス（九条陸）
- 放課後のLOVE BEAT（月輪野樹）

2005年
- 東京バス案内2（乗客男A1〜M3）
- 風雲 幕末伝（坂本龍馬）
- 星の降る刻（有馬俊）
- 水の旋律（桐原政継）
- Little Aid（沢登譲）

2006年
- アーマード・コア4（アマジーグ）
- étude prologue 〜揺れ動く心のかたち〜（沢登譲）
- かしまし 〜ガール・ミーツ・ガール〜 「初めての夏物語。」（曽呂明日太）
- 神業（海老三）
- カメオ:エレメンツ オブ パワー
- ガンパレード・オーケストラ
- 機動戦士ガンダムSEED DESTINY 連合vs.Z.A.F.T.II PLUS（スウェン・カル・バヤン）
- 剣豪ZERO（坂本龍馬）
- サウンドノベル・ポータブル かまいたちの夜2 特別篇（矢島透）
- 戦国BASARA2（敵）
- ソニック・ザ・ヘッジホッグ（シルバー・ザ・ヘッジホッグ）
- 転生八犬士封魔録（飼葉万珠）
- NARUTO -ナルト- 木ノ葉スピリッツ!!
- ネオ アンジェリーク（ヒュウガ）
- Hush-a-bye,baby（由比崎一心）
- フルハウスキス2（中泉隆行、九条陸）
- 水の旋律2 〜緋の記憶〜（桐原政継）
- R.O.H.A.N（ハーフエルフ男性）

2007年
- 機動戦士ガンダム MS戦線0079（クラウス・ベルトラン）
- KoiGIG〜DEVIL×ANGEL〜（シュウ）
- 降魔霊符伝イヅナ 弐（サスケ、ヒヨシマル、ムゲン、アビス）
- 涼宮ハルヒの約束（古泉一樹）
- 戦国BASARA2 英雄外伝（敵）
- ソニックと秘密のリング（シルバー・ザ・ヘッジホッグ）
- DEAR My SUN!!〜ムスコ★育成★狂騒曲〜（紫藤風斗〈優しい系〉）
- Panic Palette（沢登譲）
- ひぐらしのなく頃に祭（赤坂衛）
  - ひぐらしのなく頃に祭 カケラ遊び（赤坂衛）
  - ひぐらしのなく頃に祭 カケラ遊び・アペンド版（赤坂衛）

- VitaminX（草薙一）
- プリンセスナイトメア（犬飼一狼太）
- ローゼンメイデン ゲベートガルテン（槐）
- 湾岸ミッドナイト（竜也）

2008年
- あさき、ゆめみし（八重垣薙羽哉）
- いじわる My Master（エヴァンス）
- CHAOS;HEAD（三住大輔）
- クレプシドラ〜光と影の十字架〜（カテキスタ / 伝道師〈カテキスタ〉）
- クロスエッジ（ロゼ）
- 侍道3（梅宮信之助）
- シグマ ハーモニクス（黒上シグマ）
- 涼宮ハルヒの戸惑（古泉一樹）
- ストリートファイターIV（エル・フォルテ）
- ラストレムナント（ダヴィッド・ナッサウ）
- ソニックライダーズ シューティングスターストーリー（シルバー・ザ・ヘッジホッグ）
- タツノコ VS. CAPCOM CROSS GENERATION OF HEROES（キャシャーン）
- テイルズ オブ ヴェスペリア（ハリー）
- DUEL LOVE 恋する乙女は勝利の女神（滝川恭士）
- トゥルーフォーチュン（真人）
- drastic Killer（橘海斗）
- ネオ アンジェリーク フルボイス（ヒュウガ）
- ネオ アンジェリーク Special（ヒュウガ）
- 花宵ロマネスク 愛と哀しみ-それは君のためのアリア（宝生蓮太郎）
- Panic Palette Portable（沢登譲）
- ひぐらしのなく頃に絆 第二巻・想（赤坂衛）
- ひぐらしのなく頃に絆 第三巻・螺（赤坂衛）
- ひぐらしデイブレイク Portable（赤坂衛）
- VitaminX Evolution（草薙一）
- VitaminY（草薙一）
- プティフール（柿崎誠司）
- マナケミア2 〜おちた学園と錬金術士たち〜（ロゼリュクス・マイツェン）
- モノクローム・ファクター cross road（二海堂昶）
- ラブ☆レシピ〜恋のエッセンス〜（堂神J和樹）

2009年
- SDガンダム GGENERATION（2009年 - 2019年、スウェン・カル・バヤン、ウルフ・エニアクル、マイキャラクターボイス青年2〈OVER WORLD〉） - 5作品
- 11eyes CrossOver（皐月駆）
- 遠隔捜査 -真実への23日間-（斉藤光志）
- 黒執事 ファントムアンドゴースト（セバスチャン・ミカエリス）
- THE KING OF FIGHTERS 2002 UNLIMITED MATCH（ネームレス、システムボイス）
- シャイニング・フォース フェザー（ベイル）
- 涼宮ハルヒの激動（古泉一樹）
- 涼宮ハルヒの並列（古泉一樹）
- 涼宮ハルヒの直列（古泉一樹）
- Starry☆Sky 〜in Spring〜（東月錫也）
- 旋光の輪舞DUO（ジャスパー・ヒルキット・本郷）
- ソニックと暗黒の騎士（シルバー・ザ・ヘッジホッグ）※クレジット未掲載
- Dear Girl〜Stories〜 響 響特訓大作戦!（オノD〈小野大輔〉）
- デモンブライド（リヒト・ウルフスタン・シュヴァルツ、ザドキエル）
- ひぐらしのなく頃に絆 第四巻・絆（赤坂衛）
- ひぐらしデイブレイク Portable MEGA EDITION（赤坂衛）
- VitaminZ（草薙一）
- ファイナルファンタジーXIII（スノウ・ヴィリアース）
- マリオ&ソニック AT バンクーバーオリンピック（シルバー・ザ・ヘッジホッグ）
- ルミナスアーク3 アイズ（レフィ）

2010年
- うみねこのなく頃に 〜魔女と推理の輪舞曲〜（右代宮戦人）
- 裏切りは僕の名前を知っている -黄昏に堕ちた祈り-（蓮城焔椎真）
- 黄金夢想曲（右代宮戦人）
- 仮面ライダーバトル ガンバライド（マチェーテディ）
- 機動戦士ガンダム エクストリームバーサス（2010年 - 2016年、スウェン・カル・バヤン、ウルフ・エニアクル） - 4作品
- サモンナイトグランテーゼ 滅びの剣と約束の騎士（スカール）
- シグマ ハーモニクス コーダ（黒上シグマ）
- スーパーストリートファイターIV（エル・フォルテ）
- Starry☆Sky 〜in Spring〜 Portable（東月錫也）
- Starry☆Sky 〜After Spring〜（東月錫也）
- 戦国大戦 -1560 尾張の風雲児-（上杉謙信、甘粕景持、滝川一益、佐々成政 他）
- ソニック カラーズ（シルバー・ザ・ヘッジホッグ）※DS版のみ
- ソニック フリーライダーズ（シルバー・ザ・ヘッジホッグ）
- TAKUYO Mix Box 〜ファーストアニバーサリー〜（沢登譲）
- 堕天使の甘い誘惑×快感フレーズ（高山仁司）
- デュラララ!! 3way standoff（平和島静雄）
- .hack//Link（アルビレオ）
- VitaminZ Revolution（草薙一）
- VitaminX Evolution Plus（草薙一）
- 魔法使いとご主人様 New Ground〜Wizard and the master〜（セラス＝ドラグーン）
- 恋愛番長 命短し、恋せよ乙女! Love is Power（ミステリアス番長）

2011年
- アンジェリーク 魔恋の六騎士（ユージィン）
- うみねこのなく頃に散 〜真実と幻想の夜想曲〜（右代宮戦人、GMバトラ、右代宮金蔵〈青年期〉）
- 黄金夢想曲X（右代宮戦人）
- 黄金夢想曲✝CROSS（右代宮戦人、黒き戦人）
- 仮面ライダー クライマックスヒーローズ フォーゼ（マチェーテディ）
- 機動戦士ガンダム オンライン（男性パイロット1）
- 涼宮ハルヒの追想（古泉一樹）
- 涼宮ハルヒちゃんの麻雀（古泉一樹）
- セブンスドラゴン2020（ダイゴ、キャラメイクボイス）
- 戦国大戦 -1570 魔王、上洛す-（本願寺顕如、明智光秀、真田昌幸、上杉景虎、上杉景勝 他）
- ソニック ジェネレーションズ（シルバー・ザ・ヘッジホッグ）
- VitaminXtoZ（草薙一）
- ファイナルファンタジーXIII-2（スノウ・ヴィリアース）
- ファイナルファンタジー零式（ナイン）
- マリオ&ソニック AT ロンドンオリンピック（シルバー・ザ・ヘッジホッグ）

2012年
- 鬼武者Soul（朝倉義景、足利義昭、三好義興、三好義継、長宗我部信親 他）
- 仮面ライダー 超クライマックスヒーローズ（マチェーテディ）
- 機動戦士ガンダムAGE ユニバースアクセル / コズミックドライブ（ウルフ・エニアクル）
- 機動戦士ガンダムSEED BATTLE DESTINY（スウェン・カル・バヤン）
- 極限脱出ADV 善人シボウデス（K）
- 黒子のバスケ キセキの試合（緑間真太郎）
- ゲームでも、パパのいうことを聞きなさい!（仁村浩一）
- 幻想水滸伝 紡がれし百年の時（トルワド・アルブレク、ソウ・ジン）
- Starry☆Sky 〜After Spring〜 Portable（東月錫也）
- 戦国大戦 -15XX 五畿七道の雄-（ST/SR北条氏康、鍋島直茂、尼子晴久、SS仙石権兵衛、SS明智光秀、SS直江兼続、SS木下秀吉 他）
- 戦国大戦 -1582 日輪、本能寺より出づる-（織田信長(是非に及ばず)、細川忠興、SJ上杉謙信、SJ北条氏康 他）
- デビルサマナー ソウルハッカーズ（シックス〈迫真悟〉）
- バイオハザード リベレーションズ（キース・ラムレイ）
- VitaminX Detective B6（草薙一）
- ファイアーエムブレム 覚醒（フレデリク、パリス）
- BROTHERS CONFLICT PASSION PINK（朝日奈昴）
- ブレイブリーデフォルト フライングフェアリー（ヴィクター博士）
- 真剣で私に恋しなさい!!R（綾小路麻呂）
- 嫁コレ（霧隠才蔵、夜刀神狗朗、平和島静雄、セバスチャン・ミカエリス）

2013年
- いっしょにごはん。PORTABLE（辛澤澪）
- 神々の悪戯（ハデス・アイドネウス）
- 仮面ライダー バトライド・ウォー（テディ / マチェーテディ）
- クリスタル◆コンクエスト
- 境界線上のホライゾン PORTABLE（ 点蔵・クロスユナイト、ハッサン・フルブシ）
- サモンナイト5（アベルト）
- ジョジョの奇妙な冒険 シリーズ（2013年 - 2022年、空条承太郎） - 6作品
- 新星のグランドユニオン（アヴェンハルト.W.O）
- 新・世界樹の迷宮 ミレニアムの少女（サイモン・ヨーク）
- 青春はじめました!（熱海博人）
- セブンスドラゴン2020-II（ムラクモ、ダイゴ）
- 蒼穹のスカイガレオン（アレクシス・シュナイダー）
- ティアーズ・トゥ・ティアラII 覇王の末裔（エネアデス）
- NORN9 ノルン+ノネット（吾妻夏彦、カメラマンヒヨコ）
- VitaminR（望月玲央）
- BROTHERS CONFLICT BRILLIANT BLUE（朝日奈昴）
- ブレイブリーデフォルト フォーザ・シークウェル（ヴィクター博士）
- マギ はじまりの迷宮（シンドバッド）
- マブラヴ オルタネイティヴ トータル・イクリプス（ユウヤ・ブリッジス少尉）
- マリオ&ソニック AT ソチオリンピック（シルバー・ザ・ヘッジホッグ）
- ライトニング リターンズ ファイナルファンタジーXIII（スノウ・ヴィリアーズ）

2014年
- 裏語 薄桜鬼 〜暁の調べ〜（坂本龍馬）
- ウルトラストリートファイターIV（エル・フォルテ）
- 学園K -Wonderful School Days-（夜刀神狗朗）
- GUNS N' SOULS
- グランブルーファンタジー（2014年 - 2024年、アルタイル / 有田先生、ポセイドン、エルヴィン）
- 黒子のバスケ 勝利へのキセキ（緑間真太郎）
- コアマスターズ（クレプティオ）
- 三国志英歌
- 神話帝国ソウルサークル（至高神ゼウス、騎士王アーサー、加藤段蔵）
- 戦国無双 Chronicle 3（真田信之）
- 戦国無双4（真田信之）
- そうるん（ジギスヴァルト）
- デュラララ!! 3way standoff -alley- V（平和島静雄）
- 電撃文庫 FIGHTING CLIMAX（2014年 - 2015年、平和島静雄） - 2作品
- NORN9 VAR COMMONS（吾妻夏彦）
- はじめの一歩 THE FIGHTING!（アルフレド・ゴンザレス）
- VitaminX Evolution Plus（草薙一）
- マギ 新たなる世界（シンドバッド）
- マギ Dungeon & Magic（シンドバッド）

2015年
- 学園K -Wonderful School Days- V Edition（夜刀神狗朗）
- 終わりのセラフ 運命の始まり（五士典人）
- 黒子のバスケ 未来へのキズナ（緑間真太郎）
- 喧嘩番長6〜ソウル&ブラッド〜（片桐龍治）
- 小林が可愛すぎてツライっ!! ゲームでもキュン萌えMAXが止まらないっ(*´ェ`*)（真田蒼）
- セブンスドラゴンIII code:VFD
- 戦国無双4-II（真田信之）
- 戦国無双4 Empires（真田信之）
- ディスワールド（カナン）
- テイルズ オブ ゼスティリア（デゼル）
- デュラララ!! the Underside（平和島静雄）
- デュラララ!! Relay（平和島静雄）
- テラフォーマーズ 紅き惑星の激闘（鬼塚慶次）
- ドラゴンクエストヒーローズ 闇竜と世界樹の城（ピサロ）
- NORN9 LAST ERA（吾妻夏彦）
- 薄桜鬼 真改 風ノ章（坂本龍馬）
- ひぐらしのなく頃に粋（赤坂衛）
- ファイアーエムブレムif（スズカゼ）
- プリンス・オブ・ストライド（支倉ヒース）
- 夢王国と眠れる100人の王子様（アポロ、セバスチャン）

2016年
- おそ松さんのへそくりウォーズ 〜ニートの攻防〜（十四松）
- おそ松さんのニートスゴロクぶらり旅（十四松）
- おそ松さん 松まつり!（松野十四松）
- 神々の悪戯 InFinite（ハデス・アイドネウス）
- クイズRPG 魔法使いと黒猫のウィズ（ダンケル・アダムス/クロムマグナお兄さん、古泉一樹）
- 進撃の巨人（エルヴィン・スミス）
- ZERO ESCAPE 刻のジレンマ（シグマ）
- 戦国無双 〜真田丸〜（真田信之）
- 天下統一恋の乱 Love Ballad（織田信長）
- NORN9 ACT TUNE（吾妻夏彦）
- ドラゴンクエストヒーローズII 双子の王と予言の終わり（ピサロ）
- 薄桜鬼 真改 華ノ章（坂本龍馬）
- 武器よさらば（藤田間平）
- 戦国乙女〜LEGEND BATTLE〜（松永弾正久秀）
- マリオ&ソニック AT リオオリンピック（シルバー・ザ・ヘッジホッグ）
- ミラクルニキ（ニーズヘッグ）
- ワールド オブ ファイナルファンタジー（スノウ）
- ワールドチェイン（明智光秀）

2017年
- 蒼き革命のヴァルキュリア（アムレート・グレンケア）
- ファイアーエムブレム ヒーローズ（2017年 - 2024年、フレデリク、スズカゼ、パリス）
- ブラックローズサスペクツ（ジャド・ブラウン）
- おそ松さん THE GAME はちゃめちゃ就職アドバイス -デッド オア ワーク-（十四松）
- キャプテン翼〜たたかえドリームチーム〜（クライフォート、ブランカ）
- スーパーロボット大戦V（古代進）
- ファイアーエムブレム無双（フレデリク）
- 妖怪ウォッチ ぷにぷに（2017年 - 2023年、シンドバッド、エルヴィン・スミス）
- ドラゴンクエスト ライバルズ（ピサロ）
- ソニック フォース（シルバー・ザ・ヘッジホッグ）
- ネオ アンジェリーク 天使の涙（ヒュウガ）
- ＃コンパス 戦闘摂理解析システム（13†サーティーン†）

2018年
- テイルズ オブ ザ レイズ（デゼル）
- 進撃の巨人2（エルヴィン・スミス）
- ネギマテ UQ HOLDER! 〜魔法先生ネギま!2〜（クウネル・サンダース）
- 斉木楠雄のΨ難 妄想暴走 Ψキックバトル（燃堂力、燃堂緑、竹内力〈燃堂父〉）
- 三国BASSA!!（呂布）
- 電撃文庫：CROSSING VOID（平和島静雄） - 海外向けアプリゲーム
- NARUTO TO BORUTO シノビストライカー（アバターボイス）
- 無双OROCHI 3（真田信之）
- ゲシュタルト・オーディン（七瀬カズマ）
- 機動戦士ガンダム エクストリームバーサス2（2018年 - 2025年、スウェン・カル・バヤン） - 4作品

2019年
- テイルズ オブ ヴェスペリア REMASTER（ハリー）
- ネルケと伝説の錬金術士たち 〜新たな大地のアトリエ〜（ロゼリュクス・マイツェン〈ロゼ〉）
- 共闘ことばRPG コトダマン（2019年 - 2021年、コンフォーゴ、モウネロ、エルヴィン・スミス）
- JUMP FORCE（空条承太郎）
- セブンズストーリー（松野十四松）
- Fate/Grand Order（2019年 - 2021年、アッド） - 2作品
- チームソニックレーシング（シルバー・ザ・ヘッジホッグ）
- ポケモンマスターズ（ギーマ）
- ドラガリアロスト（アポロン）
- 〈物語〉シリーズ ぷくぷく（エルヴィン・スミス）
- THE KING OF FIGHTERS ALLSTAR（ネームレス）

2020年
- 侍道外伝 KATANAKAMI（ドナルド・ドナテロウズ）
- グランドインテンション・アジャストメント（カイザル・グロウフェイズ）
- ひぐらしのなく頃に 命（赤坂衛）
- 真・女神転生III NOCTURNE HD REMASTER（氷川、アーリマン）
- 三国志名将伝（賈詡）
- ファンタジア・リビルド（シオン・アスタール）
- 食物語（鍋包肉）

2021年
- うみねこのなく頃に咲 〜猫箱と夢想の交響曲〜（右代宮戦人 / GMバトラ、右代宮金蔵〈青年期〉）
- 妖怪三国志 国盗りウォーズ（キラーT細胞）
- 八月のシンデレラナイン（古泉一樹）
- ルーンファクトリー5（ガンドアージュ）
- スーパーロボット大戦DD（2021年 - 2023年、草薙剣児）
- ワールドフリッパー（古泉一樹）
- スーパーロボット大戦30（エムリス・イェイエル・フレメヴィーラ）
- planetarian -雪圏球-（屑屋）
- B-PROJECT 流星*ファンタジア（北門倫毘沙）
- 英雄伝説 黎の軌跡（ヴァン・アークライド）
- ラグナドール 妖しき皇帝と終焉の夜叉姫（酒呑童子）
- 北斗の拳 LEGENDS ReVIVE（ガルダ）
- WAR OF THE VISIONS ファイナルファンタジー ブレイブエクスヴィアス 幻影戦争（ジェーダン・ランダル）

2022年
- ラストクラウディア（アーディン）
- モンスターストライク（2022年 - 2025年、空条承太郎、エルヴィン・スミス、伊織無我）
- ぷよぷよ!!クエスト（徳川カズヤ）
- 英雄伝説 黎の軌跡 II -CRIMSON SiN-（ヴァン・アークライド）
- 東京リベンジャーズ ぱずりべ！全国制覇への道（武藤泰宏）
- ドラゴンクエスト トレジャーズ 蒼き瞳と大空の羅針盤（ツナマン、ビッグハット族、どくろだいじん族、マドハンド族、エリミネーター族）
- パズル&ドラゴンズ（空条承太郎）

2023年
- 崩壊:スターレイル（景元）
- 機動戦士ガンダム アーセナルベース（2023年 - 2024年、スウェン・カル・バヤン、ウルフ・エニアクル）
- レスレリアーナのアトリエ 〜忘れられた錬金術と極夜の解放者〜（ロゼ）
- 原神（リオセスリ）
- 黒子のバスケ Street Rivals（緑間真太郎）
- ドラゴンクエストモンスターズ3 魔族の王子とエルフの旅（ピサロ）

2024年
- 金色のガッシュベル!! 永遠の絆の仲間たち（ゴフレ）
- ゴブリンスレイヤー -ANOTHER ADVENTURER- NIGHTMARE FEAST（白熊僧侶）
- 英雄伝説 界の軌跡 -Farewell, O Zemuria-（ヴァン・アークライド）

### 携帯コンテンツ
- 12人の優しい殺し屋（斑鳩公平）
- 男子寮ヒミツのアイドル（城戸・シリル・雪斗）
- ボーイフレンド（仮）（北城猛）
- 大和彼氏（高岡矢太郎）
- LOVE☆スクランブル（織田信長）

### ドラマCD
- アイドルマスター XENOGLOSSIA シリーズ（大道楢馬）
  - アイドルマスター XENOGLOSSIA オリジナルドラマ vol.2『週間モンデンキント』
  - アイドルマスター XENOGLOSSIA オリジナルドラマ vol.3『週間アイドルマスター』
- 赤毛のアン（ギルバート・ブライス）
- 阿佐ヶ谷Zippy（ジャン）
- あなたに今夜はワインをふりかけ（森島毅志）
- あなたがお風呂でのぼせるCDシーズン2 「温泉だよ、全員集合!―恋の風に吹かれて―」前・後編（湯布院）
- アニマムンディ 終りなき闇の舞踏 第2弾暗黒編 結社の狂宴（ウルフガング・ザベリスク）
- アラバーナの海賊たち 幕開けは嵐とともに（コダート）
- アリアンロッド2Eファンブック ラヴィアンローズ ドラマCD「白霧に散る薔薇」(トラン・セプター)
- 息遣いシリーズ 会社編 〜上司と部下の日常吐息〜（白河内純弥[417]）
- ignition 〜笑いへの軌跡〜（桂浜リョーマ）
- いじわる My Master ドラマCD「いつか巡り合うために」（エヴァンス）
- 偉人アイドルプロジェクト 歴sing♪ シリーズ（坂本龍馬）
  - 偉人アイドルプロジェクト 歴sing♪ 第1 - 3巻
  - 偉人アイドルプロジェクト歴sing♪ 〜セカンド・シーズン にゃあ!〜[418]
  - 偉人アイドルプロジェクト歴sing♪ 〜セカンド・シーズン ちゅう!〜
- いちばんうしろの大魔王 VOL.1・2（紗伊阿九斗）
- いつか天魔の黒ウサギ シリーズ（紅月光）
  - いつか天魔の黒ウサギ 〜900秒の放課後〜
  - いつか天魔の黒ウサギ2 〜<<月>>が昇る昼休み〜
- いっしょにごはん。シリーズ（辛澤澪）
  - いっしょにごはん。Vol.1・4・6
  - いっしょにごはん。あらかると 辛澤 澪
  - いっしょにごはん。あらかると 林 流宇
  - いっしょにごはん。あらかると 海野 力
  - いっしょにごはん。-炊きたて!-
- うみねこのなく頃に シリーズ（右代宮戦人）
  - うみねこのなく頃に 黄金のカケラたち
  - うみねこのなく頃に 黄金蝶の見る夢は
  - うみねこのなく頃に 2009 WINTER
- 裏切りは僕の名前を知っている シリーズ（蓮城焔椎真）
  - 裏切りは僕の名前を知っている 1 - 3
  - TVアニメーション「裏切りは僕の名前を知っている」オリジナルドラマCD 1 - 4
- #000000ウルトラブラック シリーズ（獅堂鼎）
  - #000000ウルトラブラック Love Me Tender
  - #000000ウルトラブラック Missing Link
- 王子はただいま出稼ぎ中（タジェス）
- 逢魔警察 ソラとアラシ（アラシ）
- 狼陛下の花嫁 シリーズ（李順）
  - コミックス第16巻特装版[419]
  - 『LaLa』 2017年6月号付録
- お狐サマの言うとおりッ! ドラマCD 第1巻（紗那王）
- 踊る星降るレネシクル（乾闇鳴[420]）
- オリンポス（ガニュメデス）
- 俺様ティーチャー シリーズ（舞苑誘人）
  - 俺様ティーチャー ウキウキ♥ドラマCD応募者全員サービス
  - 俺様ティーチャー ドラマCD第2弾 2012年19号付録
  - 俺様ティーチャー ドラマCD第3弾 2013年5号付録
- 終わりのセラフ 一瀬グレン、16歳の破滅（五士典人）※第6巻限定版付属CD
- 神々の悪戯 ドラマCD（ハデス）
- カーニヴァル シリーズ（平門）
  - カーニヴァル 飛べない翼/人魚の瓶
  - カーニヴァル 〜輪（サーカス）〜
  - カーニヴァル リノル
  - カーニヴァル ヴィント
  - カーニヴァル ヴァントナーム
  - カーニヴァル 煙の館
  - カーニヴァル クロノメイ
  - カーニヴァル それぞれの時
  - カーニヴァル 選ぶべき道
  - カーニヴァル 再会
- かしまし 〜ガール・ミーツ・ガール〜（曽呂明日太）
- 富士見ドラマCDコレクション 風の聖痕（八神和麻）
  - 風の聖痕 月刊ドラゴンエイジ2007年9月号付録②ドラマCD版（八神和麻）
- 家族計画（高屋敷司）
- かてきょ@ クール系英語教師（室生芳斉）
- カテゴリ：フリークス（天野尚貴）
- 神々の午睡（フィモット）
- 神様のメモ帳 シャッターチャンスの裏側（四代目）
- カミヨミ（江崎正一）
- カレン坂高校 可憐放送部（榊木徹）
- 危機之介御免 シリーズ（危機之介〈富士見喜亀之介〉）
  - 危機之介御免 音之壱盤 毒味之危機
  - 危機之介御免 音之弐盤 未来之危機
- キサラギ 声優ver.（家元）
- KOVオリジナルドラマCD「ダブルラリアット」（田中一郎）
- 機動戦士ガンダムSEED FREEDOM ドラマCD「月光のワルキューレ」（レオナード・バルウェイ[421]）
- ぎゃるかん（お客様）
- 境界線上のホライゾンHR（点蔵・クロスユナイト、ハッサン・フルブシ）
- キヨショーサテライト（李澤啓一郎）
- 銀河鉄道の夜（家庭教師）
- グラール騎士団 シリーズ（メディウス）
  - グラール騎士団 Quatre saisons 4月の零れ桜
  - グラール騎士団 Quatre saisons そして7月の時計塔
- クラノア シリーズ（イチ）
  - クラノア -Hello Again-
  - クラノア -yesterday once more-
  - クラノア 覚醒未満 それは僕らのカタルシス
  - クラノア extra story 大好きなキミのこと ※シルフ Vol.9付録
  - クラノア -another girl-
  - クラノア close to you
  - クラノア〜cry no more,smile for me
- 黒子のバスケ シリーズ（緑間真太郎）
  - 黒子のバスケ DRAMA THEATER 1st GAMES 「たまにはいいと思いますよ」
  - 黒子のバスケ DRAMA THEATER 2nd GAMES 「それがボクたちのバスケです」
- クロム・ブレイカー（天草征四郎）
- 月刊少女野崎くん（前野蜜也）
  - TVアニメ「月刊少女野崎くん」ドラマCD 〜秋編〜[422]
  - TVアニメ「月刊少女野崎くん」ドラマCD 〜冬編〜[422]
- 幻獣降臨譚（ライル）
- 幻想水滸伝II（カミュー）
- KoiGIG-Let It Bleed-（シュウ）
- 戀々 シリーズ（皐月）
  - 戀々 二ノ巻
  - 戀々 第二幕 現鑑〜いまかがみ〜 二ノ巻[423]
- 恋人は専属SP 〜恋のミッション24時〜（一柳昴）
- 恋人は同居人2 〜結婚前夜の大騒動〜（柊）
- 鋼殻のレギオス（シャーニッド・エリプトン）
- 鋼鉄の都市と十三月の旅人 ダイヤモンド・スカイ（エルディック）※小説初回限定版付属CD
- 小林さんちのメイドラゴン「メイドラゴンたちの日常」（ファフニール）
- 最弱テイマーはゴミ拾いの旅を始めました。ドラマCD（ドルイド）[424]
- 椎名くんの鳥獣百科（椎名了）※コミックス第5巻ドラマCD付初回限定版[425]
- 時空警察ハイペリオン外伝 幕末異聞伝（時空刑事ルーバス）
- 地獄堂霊界通信（清水正風、清水風助）※コミックス第6巻ドラマCD付き特装版
- 執事様のお気に入り 1 - 3（鹿糠隼斗）
- 執事たちの恋愛事情 シリーズ（中岡久志）
  - 執事たちの恋愛事情〜秘密のハッピープレゼント〜
  - 執事達の恋愛事情〜とっておきのラグジュアリーバカンス〜
- しなこいっ（榊龍之介）
- JIHAI〜磁海〜 シリーズ（トリストラム）
  - JIHAI〜磁海〜
  - JIHAI〜磁海〜 Second Code
  - JIHAI〜磁海〜 Third World
  - JIHAI〜磁海〜 Another Pain
- シュヴァリエ -月の姫と竜の騎士- Vol.1・2（クラーリィ）
- 12人の優しい殺し屋「Sign：Ruby」（斑鳩公平）
- 獣神空想御伽草子 第三巻（虎）
- 純血+彼氏（迅）※コミックス第3・4巻ドラマCD付き特装版
- 少年羽狩人（シエル）
- 進撃の巨人特典ドラマCD 進撃のスクールカースト（エルヴィン・スミス）
- 心霊探偵 八雲 シリーズ（斉藤八雲）
  - 心霊探偵 八雲 赤い瞳は知っている
  - NHKアニメーション「心霊探偵 八雲」ドラマCD「死者からの伝言」
- S・A（緒方蒼）
- 涼宮ハルヒの憂鬱「サウンドアラウンド」（古泉一樹）
- Starry☆Sky シリーズ（東月錫也）
  - 星座彼氏シリーズ「starry☆sky 〜Cancer〜（蟹座）」
  - 星座旦那シリーズ「starry☆sky 〜Cancer&Leo〜」
  - プラネタリウムCD&ゲーム「starry☆sky 〜in Spring〜」
  - Starry☆Sky 〜in Spring〜 星的温泉浪漫譚
  - Starry☆Sky 〜in sweet season〜
  - Starry☆Sky 〜13 CONSTELLATION〜
  - Starry☆Sky Zodiac Sign Vol.1 Vol.3 Vol.4
- S・L・H ストレイ・ラブ・ハーツ! ドラマCD 第1巻（冷泉久我）
- セイント・バトラーズ 菫の大公と黒の家令（ヒューバード・ヴァラ・バウズ＝ライアン）
- 戦國ストレイズ（前田利家）
- 宇宙をかける少女 ドラマCD Vol.1 スターダスト☆チャイム（神宮寺時雨 / ミスタークロオビ）
- ZOMBIE-LOAN（鶫修司）
- DAISUKE! シリーズ（赤城ダイスケ）
  - DAISUKE! 〜冬の有明で出会ったキミへ〜
  - DAISUKE! 〜聖なるバレインタインと、キミだけのボクら〜
  - DAISUKE! 〜戦慄のバースデー!リベンジに来たアイツ〜
  - DAISUKE! 〜有明のお土産と、ちょっとアレなボクら〜
  - DAISUKE! Winter Lover 〜忘れられないキミと、雪の彼方へ〜
- 超無気力戦隊ジャパファイブ（赤羽太陽 / ジャパ・レッド）
- DearGirl〜Stories〜 響（オノD）
  - Dear Girl〜Stories〜 響 ドラマCD 暗黒響編（オノD）
  - Dear Girl〜Stories〜 響 ドラマCD THE Final（オノD[426]）
- DEAR My SUN!!〜ムスコ★育成★狂騒曲〜 キャラクターソング・風斗ver（紫藤風斗・優しい）
- DIG-ROCK シリーズ（日暮帝）
  - DIG-ROCK -BREAK TIME- Type:RL
  - DIG-ROCK -RED- Type：RL
  - DIG-ROCK -BREAK TIME in NY- Type：IC
  - DIG-ROCK -BREAK TIME in NY- Type：RL
- 電波教師（鑑純一郎）※単行本12巻限定版付属ドラマCD[427]
- ドラマCD「デモンブライド」第1巻（リヒト・ウルフスタン・シュヴァルツ）
- DUEL LOVE 恋する乙女は勝利の女神 オリジナルドラマCD 恋する王子は勝利のヘブン（滝川恭士）
- 東海道HISAME-陽炎- シリーズ（白銀響）
  - 東海道HISAME-陽炎-
  - 東海道HISAME-陽炎- 千子村正編
  - 東海道HISAME-陽炎- 高野山激闘編
- トゥルーフォーチュン シリーズ（真人）
  - トゥルーフォーチュン オリジナルボイスドラマ Vol.1「華麗に、厳格に肝試し!」
  - トゥルーフォーチュン オリジナルボイスドラマ Vol.2「いつだって、グローイングアップ!」
  - トゥルーフォーチュン オリジナルボイスドラマ Vol.4「幼なじみが兄で、兄が幼なじみで!?」
  - トゥルーフォーチュン オリジナルボイスドラマ Vol.6「星に願いを…」
- DOG DAYS ドラマBOX vol.1 - vol.3（バナード将軍）
- となりの怪物くん（みっちゃん〈満善〉）※コミックス7巻特装版付属CD
- となりの801ちゃん 1・2（チベ君）
- ドラキュラ〜ふたりの吸血鬼〜（アレクサンドル・ユリアス・ドラキュラ）
- ナヴァグラハ -DefenD 9 Triggers-（紫垣屋朔夜[428]）※コミックス第2巻ドラマCD付き特装版
- 番狗 -ナンバー-（アゲハ）
- ニニンがシノブ伝 The Movies〜シノブの地底忍者伝説〜（忍者2）
- NAKED BLACK（ネイキッド・ブラック） （シキ）
- ネオ アンジェリーク シリーズ（ヒュウガ）
  - ネオ アンジェリーク 〜Silent Doll〜
  - ネオ アンジェリーク 〜My First Lady〜
  - ネオ アンジェリーク 〜Romantic Gift〜
  - ネオ アンジェリーク 〜たそがれの騎士〜
  - ネオ アンジェリーク 〜あかつきの天使〜
  - ネオ アンジェリーク Abyss バラエティーCD vol.1 アルカディア パラダイス
  - ネオ アンジェリーク Abyss バラエティーCD Vol.2 アルカディア パラダイス2
- NORN9 ノルン+ノネット シリーズ（吾妻夏彦）
  - NORN9 ノルン+ノネット ドラマCD 〜暗闇の三つ巴劇〜[429]
  - NORN9 ノルン+ノネット Trio DramaCD Vol.1[430]
- ファイアーエムブレム 覚醒（フレデリク）
  - ドラマCD Vol.1 一触即発のイーリス・ロマンス
  - ドラマCD Vol.2 不撓不屈のペレジア・ストーム
- FINAL FANTASY XIII（スノウ）
  - FINAL FANTASY XIII Episode Zero -Promise- Story01 -ENCOUNTER- ※オリジナル・サウンドトラック 初回生産限定盤 同梱特典
  - FINAL FANTASY XIII Episode Zero -Promise- Fabula Nova Dramatika α
  - FINAL FANTASY XIII Episode Zero -Promise- Fabula Nova Dramatika Ω
- ファンタシースターオンライン2 エピソード・オラクル ドラマCD 〜消せない過去、そして〜（アッシュ）
- 伯爵家御用達（蝶野綺麗児）
- バトスピ大好きスペシャルデッキ&ドラマセット ドラマCD「ロロとトリックスターの異界見聞録」（光帝竜騎アルカナジョーカー）
- 花と悪魔（フェルテン）
- 花宵ロマネスク さよなら遠い日の花々（宝生蓮太郎）
- PandoraHearts ドラマCD1 CDドラマシアター『ベザリウス学園の悪夢』（ジャック＝ベザリウス）
- ビーンズ王国 ドラマCD 秘密のロイヤル・プリンス（第一王子・リチャード）
- アンソロジードラマCD「ひぐらしのなく頃に解」featuring「うみねこのなく頃に」（右代宮戦人）
- VitaminX シリーズ（草薙一）
  - Ultraビタミン
  - UltraビタミンII -Maximum 馬鹿-
  - UltraビタミンIII -最後?の笑戦-
  - LOST Vitamin 〜甘くてHなビタミン剤〜
  - LOST Vitamin 〜甘くてHなビタミン剤 Part2 忠々変化B六乃浮橋〜
  - VitaminX ラブビタミン 〜眠り姫スクランブル〜
  - VitaminX ラブビタミン2 〜ホワイトデーくらいしす?〜
  - VitaminX デリシャスビタミン1 〜ドキドキ★ラブトラブル〜
  - VitaminX デイドリームビタミン2 〜未来への約束〜
  - VitaminX-Z 〜秘密倶楽部でつかまえて〜SADISTIC SIDE〜
  - VitaminX-Z 〜秘密倶楽部でつかまえて〜MASOCHISTIC SIDE〜
  - VitaminX ハイパービタミン 〜ときめき★ウォーターウォーズ〜
  - VitaminX Addiction ミニッツビタミン -30分でわかるVitaminX-
  - VitaminX Detective B6 Drama CD Vol.1・2
  - VitaminX Detective B6 〜囚われた所長を奪還せよ〜
- 百器徒然袋 シリーズ（榎木津礼二郎）
  - 雨1〜鳴釜〜薔薇十字探偵の憂鬱
  - 雨2〜瓶長〜薔薇十字探偵の鬱憤
  - 雨3〜山嵐〜薔薇十字探偵の憤慨
  - 風4〜五徳猫〜薔薇十字探偵の慨然
  - 風5〜雲外鏡〜薔薇十字探偵の然疑
  - 風6〜面霊気〜薔薇十字探偵の疑惑
- Fate/stay night Original Soundtrack & Drama CD Garden of Avalon - glorious, after image（ケイ[431]）
- 覆面系ノイズ（悠埜佳斗）※『花とゆめ』2014年7号付録[432]
- 腐女子っス!（タケちゃん〈六本木健文〉）
- 武装錬金（ホムンクルス佐藤）
- プティフール シリーズ（柿崎誠司）
  - プティフール ドラマCD 〜黄金のクロケット〜
  - プティフール ドラマCD 〜湯煙旅情に咲く火花〜
- 冬のソナタ シリーズ（キム・サンヒョク）
  - KBS-TV版ドラマCD声優ver. 冬のソナタ VOL.1 運命の人
  - KBS-TV版ドラマCD声優ver. 冬のソナタ VOL.2 冬の嵐
  - KBS-TV版ドラマCD声優Ver. 冬のソナタ VOL.3 十年目の真実
  - KBS-TV版ドラマCD声優Ver. 冬のソナタ 最終話 冬の終わり
- BROTHERS CONFLICT シリーズ（朝日奈昴）
  - BROTHERS CONFLICT キャラクターCD (2) with 昴&雅臣
  - BROTHERS CONFLICT キャラクターCD2nd(5) with 棗&昴
  - BROTHERS CONFLICT ドラマCD 存在の不確かな神サマだから
  - BROTHERS CONFLICT ドラマCD 兄弟らのにちじょう
  - BROTHERS CONFLICT ドラマCD MY 6 LOVERS
- プリンス・オブ・ストライド シリーズ （支倉ヒース）
  - プリンス・オブ・ストライド オーディオドラマ MY FIRST LOVE Vol.4 支倉ヒース＆桜井奈々[433]
  - TVアニメ「プリンス・オブ・ストライド オルタナティブ」オーディオドラマ TAKE A DAY OFF[434]
- FULL SCORE シリーズ（藤澤将）
  - FULL SCORE 03 -side Jazz-
  - FULL SCORE 04 -Mixture-
  - FULL SCORE 2nd season 1 - 3
- BRAVE10 シリーズ（霧隠才蔵）
  - BRAVE10 ドラマCD vol.1 風花の狂宴
  - BRAVE10 ドラマCD vol.2 異国異聞録
  - BRAVE10 ドラマCD vol.3 幻術夢想の乱〜〜鎌之介おぼろ散華〜〜
- “文学少女”シリーズ（芥川一詩）
  - “文学少女”と死にたがりの道化 【前篇】・【後篇】
  - “文学少女”と繋がれた愚者 【前篇】・【後篇】
- ぺらぶ! シリーズ（榊原雪之助）
  - ぺらぶ! a cappella love!? #1
  - ぺらぶ! a cappella love!? ♭1
- Berry's シリーズ（三村章吾）
  - Berry's ドラマCD Vol.1「森久保由那」
  - Berry's ドラマCD Vol.2「佐藤夏姫」
  - Berry's ドラマCD Vol.3「佐藤春姫」
  - Berry's ドラマCD Vol.4「伊豆野踊子」
  - Berry's ドラマCD Vol.5「辰巳若葉」
- ペンギンゑにし シリーズ（千鳥美木）
  - ペンギンゑにし 第一譚 迷子ゆうれい
  - ペンギンゑにし 第二譚 少女神隠し
  - ペンギンゑにし 第三譚 天狗草紙[435]
  - ペンギンゑにし 第四譚 雪だるま
  - ペンギンゑにし 駅前交番日誌 牡丹餅どろぼう
- 放課後保健室（水橋蒼）
- 方言男子 りとる★じゃぱん（土佐）
- 方言恋愛 第一巻（第二話「高知県」）（弘瀬有壱、弘瀬孝壱）
- ホーリートーカー（加賀山蘇芳）
- 僕のショパン シリーズ（フランツ・リスト）
  - 僕のショパン 名曲集&ドラマCD #1 ショパン
  - 僕のショパン 名曲集&ドラマCD #2 リスト
  - 僕のショパン 名曲集&ドラマCD #3 シューマン
  - 僕のショパン 名曲集&ドラマCD #4 メンデルスゾーン
- 僕の初恋をキミに捧ぐ（生田成美）
- ホワイトブレス 〜with faint hope〜（相模司）
- 真剣で私に恋しなさい!!ドラマCD Vol.1（綾小路麻呂）
- マジナ! voice-MIX シリーズ（ウール・マーヴィ）
  - マジナ! voice-MIX 〜コーライト〜
  - マジナ! voice-MIX 〜ソーダライト〜
  - マジナ! voice-MIX 〜フローライト〜
- 魔法少女リリカルなのはStrikerS サウンドステージ（ヴェロッサ・アコース）
- 魔法先生ネギま! シリーズ（アルビレオ・イマ）
  - 魔法先生ネギま! 〜白き翼 ALA ALBA〜言っておきたい事がある!
  - 魔法先生ネギま! さらば愛しき紅き翼
- みなみけ シリーズ（保坂）
  - みなみけ
  - みなみけ おかえり
  - みなみけ ただいま Vol.1・2
- ドラマCD 宮河家の空腹 〜宮河ひなたの一日〜（小野店員）
- ミルククラウン（不良）
- 名作文学（笑）ドラマCD「走れ☆メロス」（メロス）
- Memories Offシリーズ（鷺沢一蹴）
  - Memories Off みんなで作るメモオフCD Part2
  - Memories Off 〜それから〜 キャラクターファイル 全6巻
  - Memories Off 〜それから〜
- メンズ校 1 - 4（神木累）
- モノクローム・ファクター（二海堂昶）
- バラエティドラマCD 大和彼氏 恋の天下は俺が獲る! 〜茨城VS高知編〜（高岡矢太郎）
- 吉原ラメント 〜男遊郭に咲いた恋〜（三瀬）
- ヨルカフェ。ときどきギャルソンのススメ（雪村美澄）
- Rust Blaster（アルドレッド・ヴァン・エンブリオ）
- LOVE SO LIFE シリーズ（松永政二）
  - LOVE SO LIFE
  - LOVE SO LIFE 「ときめき☆きらめき文化祭」※『花とゆめ』2013年21号付録[436]
- ラブ★トリップ 〜これってハネムーン?〜 金沢編・沖縄編（木島）
- ラブ☆レシピ〜変なエッセンス〜（堂神J和樹）
- 理系男子。 シリーズ（灰原元気）
  - 理系男子。〜ぼくらの夏合宿〜
  - 理系男子。〜ぼくらの修学旅行 in 京都〜
  - 理系男子。〜ぼくらの文化祭〜
- レティーシュ・ナイツ 〜緑柱石（エメラルド）の誓約〜（ジェスト・チェインバース）※初回限定特装版付属CD
- レンタルマギカ シリーズ（影崎）
  - webラジ voice theater「レンタルマギカ 魔法使いの宴」
  - webラジ voice theater「レンタルマギカ 魔法使いのススメ」
  - レンタルマギカ Special Gift「愛のアルバム〜for♀」
- おそ松さん  かくれエピソードドラマCD（松野十四松）
  - 「松野家のなんでもない感じ」 第1巻 - 第3巻
  - 「松野家のわちゃっとした感じ」第1巻 - 第3巻

### BLCD
- 愛してる（市瀬和志）
- 愛してると言う気はない（天海泰雅）
- アニマムンディ 終わりなき闇の舞踏Vol.2暗黒編〜結社の狂宴〜（ウルフガング・ザベリスク）
- 彩おとこ（石川丁子）
  - 彩おとこ〜兄弟篇〜（石川丁子）
- おまえは、愛を喰う獣。（一ノ瀬響）
- 俺の兄貴に手を出すな（吉永多一郎）
- 風花（常盤修一）
- きみには勝てない!（先輩B)
- 恋はいつも嵐のように+（級友）
- 言ノ葉 シリーズ
  - 言ノ葉ノ花 （長谷部修一）
  - 言ノ葉ノ世界 （シュウ）
  - 言ノ葉ノ日和　-  言ノ葉ノ花 番外編 - （長谷部修一）
  - 言ノ葉ノ休日 （長谷部修一）※小説Dear+2015年ナツ号ふろくCD
  - 言ノ葉便り （長谷部修一）
  - 言ノ葉ノ花 - 短編集 -（長谷部修一）
- さよならを言う気はない（天海泰雅）
  - 愛してると言う気はない（天海泰雅）
- 守護霊様に憑いてコイ（朔）
- 神官シリーズ（和基）
  - 神官は王に愛される
  - 神官は王を狂わせる
- 真空融接（フロラン）
  - 真空融接2（フロラン）
- SUPER LOVERS（海棠蒔麻）
- 是-ZE-シリーズ（北村隆成）
  - 是 -ZE- 3 守夜&隆成篇
- そして恋がはじまる（先輩）
- ちんつぶ2（広尾）
- ドキドキレンアイ（桶沢輝）
- ドラマティックな恋愛契約（安住円）
- 虜にさせるキスをしよう
- 都立魔法学園（湯野弘司）
- 奴隷 シリーズ（塚原竜司）
  - きみはかわいい僕の奴隷
  - あいつはキチクな俺の奴隷
  - きみは僕の恋の奴隷
  - Sでごめんね
  - みんなやっぱり恋の奴隷
- ネーム・オブ・ラブ（沢村康平）
- 花降楼シリーズ第三弾 夜の帳、儚き柔肌（都丸）
- 花嫁 シリーズ（深山凌）
  - 花嫁は緋色に囚われる
  - 花嫁は翡翠に奪われる
  - 花嫁は紫龍に乱れる
  - 花嫁は黄金に攫われる
- 花嫁は二度さらわれる（月城涼也）
- ビター・ヴァレンタイン（永田真喜）
- 美男の殿堂 シリーズ（クリスティアン・ベルナドッテ）
- 姫君の輿入れ（源実親）
- ふらちな恋のプライス（谷崎駿介）
- ボディーガードは口説かれる（同僚）
- 仄かな（ほのかな）恋の断片を（蜃景）
- 魅惑ノリンゴ（一条圭）
- やさしく殺して、僕の心を。（一ノ瀬響）
  - おまえは、愛を食う獣。（一ノ瀬響）
- やんなっちゃうくらい愛してる（男子生徒）
- 誘惑レシピ 1 - 4（タクロー）
- 夢見る星座（久世/ネズミ/往彦）
- 龍と竜 シリーズ（乙部竜城）
  - 龍と竜
  - 龍と竜〜白露〜
- リロード（河東一馬）
  - トゥルース（河東一馬）
- 恋愛DAYS〜ひとつ屋根の下〜（高松賢児）
- ロッセリーニ家の息子 略奪者（早瀬瑛）
  - ロッセリーニ家の息子 守護者（早瀬瑛）

### 朗読・その他CD
- I LOVE PET!! VOL.1 コリー（犬）アッシュ（アッシュ）
- 憧れのお隣さんシリーズvol.2 203号フレンドリーな保育士編（御徒町弘）
- あっとボイス学園☆CD（姫川先生）
- いっしょにクッキング〜残念なイケメンモデル編〜
- Voice Colors Series 04. 〜信頼〜
- Voice Colors Series + 〜想〜
- お仕事男子Vol.5 職業 アイドル（加賀重臣）
- お仕事男子Vol.6 職業 呉服屋（加賀重臣）
- オリジナル朗読CD The Time Walkers 6 岡田以蔵
- オ・ト・ナ限定 看病CD Kartel 3（執事キャラ）
- カレコエ
- カレシ×レシピ Menu-1〜カレシと作る、こねこねハンバーグととろ〜りブリュレ〜
- KISS×KISS collections Vol.6「バトラーキス」（アルフレッド・黒崎）
- 月刊男前図鑑 王子様編 黒盤（石油王子様）
- 月刊男前図鑑シリーズ特別編 月刊光源氏図鑑 百合編 白百合盤
- 12人の優しい殺し屋「INTRODUCTION」（斑鳩公平）
- 少女病「偽典セクサリス」
- Story of 365days〜chapter.DIA（ダイヤのエース）
- Story of 365days DIA Anniversary from April to June（エース）
- Story of 365 days〜floriography chapter.DIA
- 声優が詠むシリーズ 声優小倉百人一首
- 戦国武将歌留多
- 戦国物語&猫姉妹物語
- 戦国武将物語〜知将編〜（朗読 - 第一話「明智光秀物語」）
- 戦国武将物語外伝〜14の知将&豪傑物語〜（朗読 - 明智光秀物語外伝「優しさ故に」）
- TVアニメ「ダンタリアンの書架」主題歌「Cras numquam scire」 Yucca feat.Hugh Anthony Disward
- 蜜蜂出版シリーズ 旦那カタログ Vol.3 今月の特集：亭主関白旦那VS兼業主夫旦那（兼業主夫旦那・塚口智則）
- 超接近型 ささやき密着CD 〜DJ・CHAKUMITSUのRADIO波乱BANG☆JOE〜（DJ・CHAKUMITSU）
- Come across〜DEARS朗読物語〜 Vol.5 「アンデルセンの童話」
- でぃあーず にほんのむかしばなし〜青の色〜（朗読 - 第十話『隣の寝太郎』）
- でぃあーず にほんのむかしばなし〜夢の色〜（朗読 - 第十九話『いたずら天狗』）
- でぃあーず せかいのものがたり〜青の本〜（朗読 - 第二話『オイン・オーグと人魚』）
- でぃあーず せかいのものがたり〜夢の本〜（朗読 - 第三話『まほうつかいの弟子』）
- ドSなペットくん（ショウゴ）
- ハービー・山口エッセイ集 LOVE&VOICE4 小野大輔
- 88星座物語〜ペガススの章〜（第二章）
- 88星座物語〜外伝〜 12の星の物語（「ペガスス座の物語」）
- honeybee 羊でおやすみシリーズ Vol.13 「君より先に僕がおやすみしちゃうよ」
- VitaminX × 羊でおやすみシリーズ Vol.3 「猫にゃんでおやすみ/魔法の呪文でおやすみ」（草薙一）
- VitaminZ × 羊でおやすみシリーズ Vol.2 「テントでおやすみ」（草薙一）
- VitaminX-Z・キャンディビタミン3（草薙一）
- 続・ふしぎ工房症候群 EPISODE.3 「いのちの期限」
- 僕が君を殺した理由
- 「僕のショパン」名曲集&ドラマCDシリーズ #1 - 5（リスト）
- ミツバチ声薬 『フロスキン』（勝野）
- 朗読 宮沢賢治名作選集 〜「よだかの星」〜
- MESSAGE 4Uシリーズ vol.3 Thank U a lot
- カナタ絵本 あぶら絵、あぶり声 〜霞〜 第三話 結びの女

### ラジオドラマ
- ラジオ・レンタルマギカ〜魔法使い、しゃべります!（影崎）
- 「通学」シリーズ「通学風景」（ショウゴ）
- 「通学」シリーズ「通学日」（ショウゴ）
- ニッポン放送開局60周年ミュ〜コミ+プラス・ラジオドラマ「バック・トゥ・ザ・レディオ」（吉田尚記[437]）
- 今、瑠璃色の星で（2024年8月3日、NHK-FM）[438]

### オーディオブック
- 世界から猫が消えたなら（悪魔、僕、ナレーション）
- 億男（一男、ナレーション）

### デジタルコミック
- VOMIC 悪魔で候（上条優一）
- VOMIC 裸足でバラを踏め（芦田蒼一郎）
- VOMIC べるぜバブ（夏目慎太郎）
- 地獄くらやみ花もなき（2023年、凜堂棘[439][440]）
- 13－サーティーン－（2023年、藤枝主水[441]）
- 婚約破棄してさしあげますわ 〜ドロボウ令嬢とお幸せに〜（2023年、ケヴィン・クレイン[442]）

### 吹き替え

#### 担当俳優
スコット・イーストウッド
- 恋人を取り戻すには（ノア）
- パシフィック・リム: アップライジング（ネイサン・ランバート）
- ワイルド・スピードシリーズ（エリック・リーズナー / リトル・ノーバディ）
  - ワイルド・スピード ICE BREAK
  - ワイルド・スピード/ファイヤーブースト

#### 映画
- アイルランド・ライジング
- アンディ・ラウの麻雀大将（ティン〈ルイス・クー〉）
- 愛しのゴースト（マーク〈マリオ・マウラー〉）
- IT/イット THE END “それ”が見えたら、終わり。（ベン・ハンスコム〈ジェイ・ライアン〉[445]）
- イントゥ・ザ・ブルー
- 永遠のマリア・カラス（マルコ〈ガブリエル・ガルコ〉）
- エイリアン2完全版 ※DVDアルティメットエディション版
- エバーラスティング 時をさまようタック
- エルヴィス（エルヴィス・プレスリー〈オースティン・バトラー〉[446]）
- カイト/KITE（オブリ〈カラン・マッコーリフ〉）
- カンパニー・マン
- K-19（アンドレイ）
- 恋するモンテカルロ（オーウェン〈コリー・モンティス〉）
- search/#サーチ2（イライジャ・パーク〈ダニエル・ヘニー〉[447]）
- ジェクシー! スマホを変えただけなのに（ブロディ〈ジャスティン・ハートリー〉[448]）
- シスターズ（コブ）
- ジュラシック・レイク（ジョシュ・ライリー〈ニオール・マター〉）
- ジュラシック・ワールド/復活の大地（マーティン・クレブス〈ルパート・フレンド〉[449]）
- 新少林寺/SHAOLIN（曹蛮〈ニコラス・ツェー〉）
- SWEET SIXTEEN（クリス）
- スター・ウォーズ エピソード3/シスの復讐（バトル・ドロイド）
- スタートレックVI 未知の世界
- スティーブ・ジョブズ（スティーブ・ジョブズ〈アシュトン・カッチャー〉）
- ストーリーブック〜屋根裏の魔法使い〜（アーサー王子〈ウィリアム・マクナマラ〉）
- スピード・レーサー（テジョ・トゴカーン〈Rain（ピ）〉）
- 卒業の朝
- ダンシング・ハバナ（ジェームズ・フェルプス〈ジョナサン・ジャクソン〉）
- DCエクステンデッド・ユニバース
  - ワンダーウーマン（スティーブ・トレバー〈クリス・パイン〉[450]）
  - シャザム!（スーパーフレディ〈アダム・ブロディ〉[451]）※劇場公開版
  - ワンダーウーマン 1984（スティーブ・トレバー〈クリス・パイン〉[452]）
  - シャザム!〜神々の怒り〜（スーパーフレディ〈アダム・ブロディ〉[453]）
- デトロイト・コップ・シティ（ブーティ〈アンソニー・マッキー〉）
- ドクター・ストレンジ（モルド〈キウェテル・イジョフォー〉[454]）
  - ドクター・ストレンジ/マルチバース・オブ・マッドネス[455]
- ドクター・ドリトル（チーチー[456]）
- トラップ（クーパー〈ジョシュ・ハートネット〉[457]）
- トワイライト・ゾーン
- ニンジャ・アサシン（雷蔵〈Rain（ピ）〉）
- ネクスト・ドリーム/ふたりで叶える夢（デヴィッド〈ケルヴィン・ハリソン・Jr〉）
- バービー（ケン〈シム・リウ〉[458]）
- バルザック〜情熱の生涯
- 5フィンガーズ（マーティン〈ライアン・フィリップ〉）
- フットルース
- ブラックホーク・ダウン（エド・ユーレク二等軍曹）※テレビ版
- ブロークン・ハート・ギャラリー（ニック〈デイカー・モンゴメリー〉[459]）
- 冒険王（ウェイスリー）
- 香港国際警察/NEW POLICE STORY（グリーン・ヘア〈スティーブン・チョン〉）
- マトリックス レザレクションズ（セコイア〈トビー・オンウメール〉[460]）
- みにくいアヒルの子 A Light in the Forest（ゲイブ）
- ミミック2（ニッキー〈ウィル・エステス〉）
- ミュータント・ニンジャ・タートルズ:影〈シャドウズ〉（ケイシー・ジョーンズ〈スティーヴン・アメル〉）
- Merry Christmas! 〜ロンドンに奇跡を起こした男〜（チャールズ・ディケンズ〈ダン・スティーヴンス〉[461]）
- リトル・ミス・サンシャイン（ドウェイン・フーヴァー〈ポール・ダノ〉）
- ル・ディヴォース/パリに恋して
- ロボット（バシーガラン博士 / チッティ〈ラジニカーント〉）※ファミリー劇場版

#### ドラマ
- アナザー・ライフ〜天国からの3日間〜 シーズン1 #04, #15
- ER IX 緊急救命室 #198（ベナジール）
- イヴのすべて #05
- ヴェロニカ・マーズ（ケイシー・ギャント）
- S.A.S. 英国特殊部隊（ピート・トワムリー〈トニー・カラン〉）
- 騎馬警官 シーズン2 #37
- glee/グリー（フィン・ハドソン〈コリー・モンティス〉）
- コールドケース7 ザ・ファイナル #2（ナッシュ・シンプソン）
- GOTHAM/ゴッサム（ジェームズ “ジム”・ゴードン〈ベン・マッケンジー〉）
- CSI:ニューヨーク
  - シーズン2 #1（アダム・ソレンソン〈ジェイミー・エルマン〉）
  - シーズン4 #18（ハンク・ベッドフォード〈ポール・ロッジ〉）
- CSI:ベガス（ジョシュア・フォルサム〈マット・ローリア〉[462]）
- The O.C.（ライアン・アトウッド〈ベン・マッケンジー〉）
- 新Dr.マーク・スローン（ジェシー・トラビス医師〈チャーリー・シュラッター〉）
- スターゲイト SG-1 #149, #150
- ティーンズ救命隊 In a Heartbeat #18（生徒）
- どこかでなにかがミステリー シーズン3 #60（ブラッド）
- 花郎〈ファラン〉（ジディ/真興王/彡麦宗〈パク・ヒョンシク〉）
- ボーイ・ミーツ・ワールド シーズン6 #117（男子学生）
- BONES シーズン1 #7、シーズン2 #4, #12（ハワード・エップス〈Heath Freeman〉）
- ホテリアー（チェ・ヨンジェ）
- マザー・ファーザー・サン（ケイデン〈ビリー・ハウル〉[463]）
- マルコム in the Middle（エリック・ハンセン〈エリック・ネニンジャー〉）
- 名探偵モンク シーズン1 #21、シーズン2 #4、シーズン4
- ヤング・スーパーマン シーズン1 #11
- 流星花園〜花より男子〜（中塚）
- レオナルド 〜知られざる天才の肖像〜（レオナルド・ダ・ヴィンチ〈エイダン・ターナー〉[464]）
- 私はケイトリン シーズン2 #34, #36

#### アニメ
- アドベンチャー・タイム（プリンス・ガムボール）
- X-メン:エボリューション（ハボック〈Alex Masters / Summers〉）
- 外見至上主義（ジン・ホビン[465]）
- スター・ウォーズ：テイルズ・オブ・ジェダイ（クワイ＝ガン・ジン）
- クルードさんちのはじめての冒険（ガイ[466]）
  - クルードさんちのあたらしい冒険[467]
- プチ・ニコラ パリがくれた幸せ（ジャン＝ジャック・サンペ[468]）
- メアリーと秘密の王国（ノッド）

#### その他（吹き替え）
- ランニング・ワイルド WITH ベア・グリルス（ベア・グリルス〈本人〉[469]）
  - ランニング・ワイルド WITH ベア・グリルス 2[470]
  - ランニング・ワイルド:過酷なミッション[471]

### テレビドラマ
- 5→9〜私に恋したお坊さん〜（2015年、フジテレビ、百絵の携帯のアラーム音）
- 連続テレビ小説（NHK）
  - 半分、青い。（2018年、鏡の声、判定の声）[472]
  - らんまん（2023年、仙石屋手代） ※出演[473]
- 磯部磯兵衛物語〜浮世はつらいよ〜 第9話「イイ声選手権で候」（2024年9月6日、WOWOW、磯兵衛の声）[474]

### 特撮
- 劇場版 さらば仮面ライダー電王 ファイナル・カウントダウン（2008年、テディの声）
- 劇場版 超・仮面ライダー電王&ディケイド NEOジェネレーションズ 鬼ヶ島の戦艦（2009年、テディの声）
- 仮面ライダー×仮面ライダー×仮面ライダー THE MOVIE 超・電王トリロジー EPISODE BLUE 派遣イマジンはNEWトラル（2010年、テディの声）
- オーズ・電王・オールライダー レッツゴー仮面ライダー（2011年、テディの声）
- ウルトラマンタイガ（2019年、ナレーション[475]）

### 実写映画
- ヒカリ（2011年、司[476]）

### ラジオ
※はインターネット配信。
- VOICE STATION〜HOTEL MAUSU〜（2004年・2005年、ラジオ関西）
- 小野大輔のGIGらNight!（2007年 - 2008年、ラジオ関西）
- 神谷浩史・小野大輔のDearGirl〜Stories〜（2007年 - 、文化放送）
- ネオロマンス♥ライヴ HOT! 10 Count down Radio II Huu!（2007年、ランティスウェブラジオ※）
- ネオ アンジェリーク Abyss 〜陽だまり邸へようこそ〜（2008年、ランティスウェブラジオ※）
- 黒執事 ファントムミッドナイトレディオ<ブラックサイド>（2008年 - 2009年、アニメイトTV※）
- クラノア放送委員会（2009年 - 2010年、クラノア公式サイト※）
- 伝説の勇者の伝説のラジオ（2010年、ランティスウェブラジオ※、音泉※、アニメイトTV※）
- 小野大輔・近藤孝行の夢冒険〜Dragon&Tiger（2011年 - 2020年[477]、超!A&G+※）
- ビーンズ王国 プリンス☆レディオ（2011年 - 2012年、音泉※）
- KR（2012年、アニメイトTV※）
- サンラジオ・レジデンス（2012年 - 2013年、アニメイトTV※）
- TVアニメ『ばらかもん』Webラジオ「らじかもん」（2014年、アニメイトTV※）[478]
- 黒執事 WEB Radio of Circus（2014年 - 2015年、アニメ公式サイト内※）[479]※第7回（2014年10月8日）より番組名を『黒執事 WEB Radio of Murder』に改題
- ジョジョの奇妙な冒険 スターダストクルセイダース オラオラジオ!（2014年 - 2015年、音泉※、HiBiKi Radio Station※）[480]
- K of Radio 4th（2015年、アニメイトTV※）
- ディメラジ〜Dimension W Radio〜（2015年 - 2016年、音泉※）[481]
- 司馬遼太郎短篇傑作選（2019年11・12月、ラジオ大阪）
- Delightful Days（2020年10月 - 2021年6月、TOKYO FM）
- JOESTAR RADIO（2021年、YouTube※・音泉※）[482]
- TRDのDope Rad Talking（2021年 - 2023年、超!A&G+※）
- 小野大輔 きょうのはなし　(2025年 - 、KBS京都)

### ラジオ・トークCD
- 「アニ店特急ラジオ」×「デュラララ!!」デュララジ出張版
- DJCD 「うみねこのなく頃に」第1巻
- DJCD 神谷浩史・小野大輔のDearGirl〜Stories〜
- DJCD ケミカルリアクション!!「理系男子。」VOL.1
- クラノア放送委員会 ラジオCD Vol.1 - 4
- クラノア放送委員会2010 ラジオCD vol.01 - 04
- 黒執事Webラジオ ファントムミッドナイトレディオ DJCD1 - 3
- 12人の優しい殺し屋 side R PART1
- ダンタリアンの書架DJCD
- デュララジ掲示板 観察日記 4枚目
- 伝説のドリンク「伝説の勇者の伝説のラジオ」コミックマーケット78 限定 スペシャルクエスト
- 伝説の勇者の伝説のラジオ おまとめ盤 1 - 2
- 日野聡vs立花慎之介 平成ニッポン国取り合戦ラジオ!! 参ノ巻
- HOTEL MAUSU I・IV
- ファミ通キャラクターズDX〜ボクらのTVゲーム〜
- ラジオCD VitaminX RadioFiction Vol.1
- ラジオCD ビーンズ王国 プリンス☆レディオ Vol.01 - 03
- ミラクル☆トレインラジオCD 〜モンダゲ?もんじゃ!?montage!!〜
- ラジオ ネオ アンジェリーク Abyss 〜陽だまり邸へようこそ〜 ラジオCD vol.1「First Gift」
- ラジオ ネオ アンジェリーク Abyss 〜陽だまり邸へようこそ〜 ラジオCD vol.2「Second Gift」
- ラジオ 燃焼!ネオロマンス・ライヴ HOT!10 Count down Radio II on CD
- モモっとトーク・ダイジェストCD9 モモっとトーク・ガクガクCD
- モモっとトーク・スペシャルCD 1・3
- モモっとトーク・パーフェクトCD12 MOMOTTO TALK CD 小野大輔盤

### ボイスオーバー
- 日立 世界・ふしぎ発見!（2013年2月2日・2015年9月19日、TBS）
- ありえへん∞世界（2015年12月29日・2016年4月5日・2017年9月19日・12月26日、テレビ東京）

### ナレーション
- あにてれ Presents アニソンぷらす+（テレビ東京、2010年3月度ナレーション担当）
- 新潟県立自然科学館 プラネタリウム冬番組 「全天周デジタル映像「地球ミュージアム」」（2011年12月17日 - 2012年3月11日）
- TVCM モスバーガー「リッチモスチーズバーガー」篇（2014年4月上旬 - 5月上旬頃）[483]
- TVCM モスバーガー「お待たせする理由（海老カツ）」篇、「お待たせする理由（定番3品）」篇（2017年2月上旬 - 3月頃）
- 金曜日くらい褒められたい（BS朝日、2017年4月7日 - 2018年3月30日）
- すみっコぐらし展〜5周年でもここがおちつくんです〜 音声ガイド「すみっコぐらし展のすみっコばなし」（2017年7月 - 不定期開催中）
- TVCM 高知県観光キャンペーン「あなたの、新休日」（2020年、2月中旬 - ）[484]
- 趣味どきっ! アイドルと旅する仏像の世界（NHK Eテレ、第1期：2020年10月12日 - 11月30日、第2期：2021年10月11日 - 11月29日）
- TVCM 四国電力「電気の引越しキャンペーン」（2022年2月1日 - ）[485]
- ドキュメントJ「はかせが植えたモノ 〜草木の精、牧野富太郎の教え〜」（BS-TBS、2023年12月24日）
- 写真集「ほとけの乙女 ミャンマーの仏塔・寺院と少女たち」むそうたかし著 雷鳥社（2024年3月7日）

### テレビ番組
※はインターネット配信。
- MAG・ネット 〜マンガ・アニメ・ゲームのゲンバ〜（2011年 - 2013年、BS2、ナビゲーターキャラクターの声〈蝶伝寺さすけ、さてつ〉）
- どぅんつくぱ〜音楽の時間〜（2014年、フジテレビ系、ズージャーさんの声）
- よつば音楽学院（2020年10月28日 - 、ABEMA・アニメチャンネル）※MC[486]

### 映像商品
- 雨音 DVD
- 裏切りは僕の名前を知っている ワルプルギスの宴 イベントDVD
- AIR
  - AIR prelude（インタビュー映像収録）
  - AIR MEMORIES（インタビュー映像収録）
- ANIMERO SUMMER LIVE 2012 INFINITY 8.26
- 小野大輔・近藤孝行の夢冒険 Dragon&Tiger
  - 小野大輔・近藤孝行の夢冒険 Dragon&Tiger FANDISK ドラゴン＆タイガークエスト〜夢仙人の宝を探せ〜
  - 小野大輔・近藤孝行の夢冒険 Dragon&Tiger FANDISK 2 おこしやす〜 in 京都
  - 小野大輔・近藤孝行の夢冒険 Dragon&Tiger FANDISK 3 夏の仏閣めぐり in 奈良
  - 小野大輔・近藤孝行の夢冒険 Dragon&Tiger FANDISK 4 DDT×ナヴァグラハ×高知
- おれパラ
  - Original Entertainment Paradise “おれパラ”LIVE DVD
  - Original Entertainment Paradise “おれパラ”2009・2010 LIVE DVD
  - Original Entertainment Paradise 2011 〜常・照・継・光〜 LIVE DVD、Blu-ray Disc
  - Original Entertainment Paradise 2012 PARADISE@GoGo!! 神戸ワールドホール LIVE DVD、Blu-ray Disc
  - Original Entertainment Paradise 2012 PARADISE@GoGo!! 東京両国国技館 LIVE DVD、Blu-ray Disc
  - Original Entertainment Paradise 2013 ROCK ON!!!! 神戸ワールドホール LIVE DVD、Blu-ray Disc
  - Original Entertainment Paradise 2013 ROCK ON!!!! 東京両国国技館 LIVE DVD、Blu-ray Disc
  - Original Entertainment Paradise 2014-Rainbow Carnival&Festival DVD、Blu-ray Disc
- ガンダムビッグエキスポ スペシャルステージ ベストセレクション
- 君に逢ひし刻 2008 さざんかと柊（VTR出演）
- 黒執事
  - 「その執事、狂騒〜赤いヴァレンタイン〜」 イベントDVD
  - 『「黒執事 Book of Circus／Murder」 New Year's Party 〜その執事、賀正〜』 DVD、Blu-ray Disc
- 黒子のバスケ KUROBAS CUP 2013・2015 イベントDVD
- ゲームセンターCX特別編年末だからゲームを語ろう2009（2009年12月15日放送）
- 鋼鉄三国志 歌劇舞台〜深紅の魂よみがえりしとき〜
- 涼宮ハルヒの激奏
- 第二回声優アワード 永久保存版オフィシャルDVD 〜授賞式から舞台裏まで 受賞者たちの感動記〜
- 宝探し〜ミライセンシ エピソード0〜in西武園ゆうえんち[487]
- 神谷浩史・小野大輔のDearGirl〜Stories〜
  - DearGirl〜Stories〜 THE MOVIE
  - DearGirl〜Stories〜 THE MOVIE2 -ACE OF ASIA-
  - DearGirl〜Stories〜 4LoversOnly
  - DearGirl〜Stories〜 Festival Carnival Matsuri DGS祭
  - DearGirl〜Stories〜 Dear Boy祭
  - MASOCHISTIC ONO BAND LIVE TOUR2015 WHAT IS ROCK?〜ロックってなんですか？〜 in KOBE WORLD HALL
  - MASOCHISTIC ONO BAND LIVE TOUR2015 WHAT IS ROCK?〜ロックってなんですか？〜 in MAKUHARI MESSE EVENT HALL
  - DGS EXPO 2016
  - DGS VS MOB LIVE SURVIVE
- テニプリフェスタ2013
- イベントDVD 電撃文庫 秋冬の陣 de デュラララヴァーズ in 中野
- NANA MIZUKI LIVE GRACE -OPUS II-×UNION（VTR出演）
- ネオロマンス♥フェスタ
  - ネオロマンスアラモード2
  - ネオロマンス♥フェスタ アンジェ舞踏会
  - ネオロマンス♥ライヴ 2007 Summer
  - ネオロマンス♥フェスタ ネオ アンジェリーク 大陸祭典（アルカディア・カーニバル）
  - ネオロマンスライブ HOT!10 Countdown RadioII ROCKET★PUNCH!3
  - ネオロマンス15thアニバーサリー
  - ネオ アンジェリーク Special 大陸祭日（アルカディア・ホリディ）
- VitaminX
  - VitaminX いくぜっ!トキメキ★フルバースト
  - VitaminX いくぜっ!トキメキ★フルバースト Evolution
  - VitaminXtoZ いくぜっ!究極（ハイパー）★エクスプロージョン
  - VitaminX 修学旅行in沖縄！
  - VitaminX いくぜっ!極上（ウルトラ）★アディクション
  - VitaminX いくぜっ!キラメキ★フルバースト 俺たちENDLESSX!!
  - VitaminX B6緊急ミーティング&ライブ!?
- 日野聡vs立花慎之介 平成ニッポン国取り合戦ラジオ!! 参ノ巻 豪華盤
- PROJECT DABA
  - PROJECT DABA ドロケイ DVD
  - PROJECT DABA×リアル脱出ゲーム 呪われた廃校からの脱出 DVD
  - PROJECT DABA HORSE LIFE GAME DVD
  - PROJECT DABA DABA〜Memorial Year Party〜午年だよ☆ほぼ全員集合!! DVD
- プリンセスナイトメア 朗読劇『闇夜に眠る少女のロマンス』
- 祥慶フェスティバル☆2007
- 祥慶フェスティバル☆2008
- マウスプロモーション
  - ETERNAL VALENTINE in HOTEL MAUSU
  - 第1回マウスプロモーション本公演「誘拐」
  - 第3回マウスプロモーション本公演「桜の田」
- MAG・ネット(創刊号) ※顔出し出演
- MARINE SUPER WAVE R 2012
- みなみけ!5の2!歌祭りだょ!放課後大爆発!!（VTR出演）
- らき☆すた in 武道館 あなたのためだから
- ワグナリア 〜夏の大感謝祭〜 イベントDVD
- ワグナリア 〜夏の大大感謝祭〜 イベントDVD
- ワグナリア 〜夏の小感謝祭〜 「WORKING!!!」BD&DVD第二巻 初回生産限定盤 特典DVD
- 「WORKING!!」「サーバント×サービス」夏祭りだよ!!全員集合 イベントDVD

### 舞台
- 7seconds 〜決断の瞬間まであと7秒〜
- ロード・エルメロイII世の事件簿 -case.剥離城アドラ-（2019年12月15日 - 2020年1月19日、千葉県 / 東京都 / 大阪府 / 福岡県 / 東京都 5公演） - アッド 役（声の出演）

### 朗読劇
- あの日、星は重かった 〜歌と朗読で綴る男たちの友情と、『彼女』の物語〜（2014年4月19日 - 20日、天王洲 銀河劇場） - 直樹 役
- 朗読劇 私の頭の中の消しゴム 6th letter（2014年5月31日・6月7日、天王洲 銀河劇場） - 浩介 役
- プレミア音楽朗読劇「VOICARION VII 女王がいた客室」（2020年2月28日、シアタークリエ） - マイカ・デミドフ 役
- ABEMA PPV ONLINE LIVE「『ソマリと森の神様』新朗読劇」（2020年11月7日、オンライン配信） - ゴーレム 役
- ラヴ・レターズ〜Spring Special〜（2021年3月14日、パルコ劇場） - アンディ 役
- 3.5次元音楽朗読劇ブランド「READING HIGH」第8回公演「Chevre Note〜Story From Janne dArc〜」（2021年12月25日 - 26日、舞浜アンフィシアター） - ジル・ド・レ 役
- プレミア音楽朗読劇「VOICARION XIV スプーンの盾」（2022年4月22日、シアタークリエ） - タレーラン 役
- アニマックス朗読劇「ハニーレモンソーダ」（2022年9月8日、ヒューリックホール東京） - 石森堅実 役
- 朗読劇「-The Super Reading Show- 紅茶王子」（2022年9月24日 - 25日、日本青年館ホール） - アッサム 役
- 世界文化遺産 下鴨神社 朗読劇 鴨の音 第三夜『相生の轍』（2022年10月22日 - 23日、下鴨神社）
- 朗読「山椒大夫」〜四の五の言わずに安寿と厨子王〜（2024年9月8日、J:COMホール八王子）[488]

### その他コンテンツ
- タニタ 夢ボイス体組成計（インナースキャンVoice BC-202）
- SHARP プレミアムなCOCOROBO<黒執事 Ver.>（RX-CLV2-B）
- らじお育児戦争（アーチャー）（2005年8月14日発行）※『Fate/stay night』を題材とした同人ネットラジオ
- 超アニメ研究ステーション えもらぼ（2007年6月15日（第5回） - 2008年8月29日、デジタル・ビート）
- 週刊・手塚治虫（2009年、NHK『ブラック・ジャック（ゴギャン）』『どろろ（百鬼丸）』）
- JIHAI〜磁海〜 comic movie FRONT ZERO（トリストラム）
- TVCM Lantis 『後藤邑子』『GO TO SONG 2・発売中』
- サンデーCM劇場 「電波教師」（鑑純一郎）
- 東洋水産 マルちゃん生ラーメン ボイスレシピ（2014年11月1日 - 、東水輝[489]）
- メガ恐竜展2015 -巨大化の謎にせまる-（幕張メッセ：2015年7月18日 - 8月30日、音声ガイド[490]）
- オーディオドラマ『アサシンズプライド』（クーファ＝ヴァンピール[491]）
- メイクソフトウェア プリントシール機 声プリ エスコートナレーション（2016年5月28日 - ）
- NEXUSプレゼンツ「スーパー桃太郎」（おじいさん、犬、青鬼）[492]
- ゴッホとゴーギャン展（東京都美術館：2016年10月18日 - 12月18日、愛知県美術館：2017年1月3日 - 3月20日、音声ガイド、ゴッホ役）[493]
- プレミアムバンダイ限定 COMPLETE SELECTION MODIFICATION NEW DEN-O BELT （2017年、バンダイ - テディ〈声〉役）
- パチンコ CR魔法先生ネギま!（2017年9月4日 - 、アルビレオ・イマ[494]）
- 興福寺中金堂再建記念特別展「運慶」（東京国立博物館：2017年9月26日 - 11月26日、音声ガイド[495] 及び公式サイトでのPR[496]）
- 3ねんDぐみガラスの仮面〜とびだせ私たちのVR（ヴィクトリーロード）〜（2017年、速水真澄[497]）
- 高知ケーブルテレビ 高知ローカルCM（2017年 - 、高知ケーブルテレビマスコットキャラクター KCBマン〈声〉役）
- コニカミノルタ プラネタリウム “天空” in  東京スカイツリータウン『コブクロ 流れ星に願いを』（2018年2月1日 - 、ナレーション[498]）
- 高知県佐川町上町 観光音声ガイド（2018年3月 - 、日本語音声[499]）
- ローソン「ごちろう。」店内放送時報（2018年5月15日 - 28日）[500]
- 神酒ノ尊-ミキノミコト-（2019年、司牡丹[501])
- 藤やんうれしーの水曜どうでそうTV「水曜どうでしょうを声優が日本語吹き替えしてみた」（2020年、嬉野雅道役）
- PV『シャーリー 私を守る君を、守りたいから。』（2020年、グレイドラゴン）
- TBSラジオ 伊集院光 深夜の馬鹿力（2022年3月14日、伊集院光役）
- 聴くanime『彼岸のオルカ』（2022年、平目佐佑[502]）
- サッポロ生ビール黒ラベル『大人のオーディオドラマ「星の見えるBARで」』（2022年、佐神碧[503]）
- 臼杵石仏 第一次美仏内閣音声ガイド（2022年11月、ナビゲーター[504]）
- WEB-CM NURO 光（2023年、パソコンくん[505]）
- 真言宗立教開宗1200年記念 特別拝観「東寺のすべて」（2023年10月9日 - 10月31日、音声ガイド[506]）

## ディスコグラフィ

### シングル
|                       | 発売日         | タイトル            | 規格品番   | 規格品番   | オリコン 最高位 |
| アーティスト盤 限定盤 | 発売日         | タイトル            | 通常盤     |            | オリコン 最高位 |
| --------------------- | -------------- | ------------------- | ---------- | ---------- | --------------- |
| 1st                   | 2008年1月23日  | 雨音                | LACM-4454  |            | 17位            |
| 2nd                   | 2008年8月6日   | 真夏のスピカ        | LACM-4519  | 23位       |                 |
| 3rd                   | 2009年9月9日   | キンモクセイ        | LACM-4646  | 13位       |                 |
| 4th                   | 2010年12月22日 | 熱烈ANSWER          | LACM-4749  | 5位        |                 |
| 5th                   | 2011年11月30日 | DELIGHT             | LACM-4880  | 12位       |                 |
| 6th                   | 2012年9月26日  | Lunar Maria         | LACM-4999  | 9位        |                 |
| 7th                   | 2014年11月19日 | Mission D           | LACM-14290 | 11位       |                 |
| 8th                   | 2015年11月4日  | ヒーロー            | LACM-14398 | 13位       |                 |
| 9th                   | 2016年11月30日 | オリオンの夜        | LACM-14558 | 10位       |                 |
| 10th                  | 2017年6月28日  | ROSA 〜Blue Ocean〜 | LACM-14616 | 16位       |                 |
| 11th                  | 2018年1月31日  | Endless happy world | LACM-14720 | LACM-14721 | 8位             |
| 12th                  | 2019年12月4日  | Deep & Holic        | LACM-34910 | LACM-14910 | 16位            |
| 13th                  | 2020年3月4日   | ドラマティック      | LACM-34975 | LACM-14975 | 20位            |
| 14th                  | 2021年2月3日   | ケモノミチ          | LACM-34070 | LACM-24070 | 16位            |

### アルバム
|        | 発売日        | タイトル  | 規格品番   | 規格品番  | オリコン 最高位 |
| CD+DVD | 発売日        | タイトル  | CD         |           | オリコン 最高位 |
| ------ | ------------- | --------- | ---------- | --------- | --------------- |
| 1st    | 2009年2月25日 | 風花      | LACA-35858 | LACA-5858 | 13位            |
| 2nd    | 2018年4月18日 | STARTRAIN | LACA-15720 |           | 5位             |

|        | 発売日         | タイトル       | 規格品番   | 規格品番   | オリコン 最高位 |
| 限定盤 | 発売日         | タイトル       | 通常盤     |            | オリコン 最高位 |
| ------ | -------------- | -------------- | ---------- | ---------- | --------------- |
| 1st    | 2007年6月27日  | ひねもす       |            | LACA-5652  | 73位            |
| 2nd    | 2013年9月25日  | DOWN STAIRS    | LACA-15330 | 16位       |                 |
| 3rd    | 2013年9月25日  | UP STAIRS      | LACA-15331 | 14位       |                 |
| 4th    | 2015年7月1日   | Doors          | LACA-15495 | 3位        |                 |
| 5th    | 2020年10月14日 | STARGAZER      | LACA-35838 | LACA-15838 | 12位            |
| 6th    | 2022年10月19日 | Sounds of Love | LACA-35015 | LACA-25015 | 14位            |
| 7th    | 2025年5月14日  | musée          | LACA-35148 | LACA-25148 | 17位            |

### タイアップ曲
| 楽曲                | タイアップ | 時期   |
| ------------------- | --- | ------ |
| 雨音                | テレビ埼玉『アニたま』2008年3月度エンディングテーマ | 2008年 |
| 真夏のスピカ        | テレビ埼玉『アニたま』2008年9月度エンディングテーマ | 2008年 |
| 春空                | テレビ埼玉『アニたま』2009年3月度エンディングテーマ | 2009年 |
| キンモクセイ        | テレビ東京『アニソンぷらす』2009年9月度オープニングテーマ テレビ埼玉『アニたま』2009年9月度エンディングテーマ 音楽情報番組『Run Run LAN!』2009年9月度オープニングテーマ | 2009年 |
| 熱烈ANSWER          | テレビアニメ『バトルスピリッツ ブレイヴ』エンディングテーマ | 2010年 |
| Lunar Maria         | PSPゲーム『神々の悪戯』主題歌 | 2013年 |
| Endless happy world | テレビアニメ『学園ベビーシッターズ』オープニングテーマ | 2018年 |
| ドラマティック      | 映画『劇場版 ウルトラマンタイガ ニュージェネクライマックス』主題歌 | 2020年 |
| ケモノミチ          | テレビアニメ『怪物事変』オープニングテーマ | 2021年 |
| Reach for the Star  | 劇場版『ヤマトよ永遠に REBEL3199 第二章 赤日の出撃』エンディング主題歌                                                                                                  | 2024年 |

### 映像作品
|          | 発売日         | タイトル                                       | 規格品番     | 規格品番    | 規格品番    |
| BD豪華版 | 発売日         | タイトル                                       | BD通常版     | DVD         |             |
| -------- | -------------- | ---------------------------------------------- | ------------ | ----------- | ----------- |
| 1st      | 2016年9月7日   | Daisuke Ono LIVE 2016 「Unlimited Door」       |              | LABX-8153/4 | LABM-7197/8 |
| 2nd      | 2018年12月5日  | 小野大輔 LIVE TOUR 2018「DREAM Journey」       | LABX-8314/5  | LABM-7270/1 |             |
| 3rd      | 2021年10月20日 | ONO DAISUKE LIVE Blu-ray 2021: A SPACE ODYSSEY | LABX-38491/2 | LABX-8491   |             |
| 4th      | 2023年10月11日 | ONO DAISUKE LIVE TOUR 2023 “DEL SOL”           |              | LABX-8702   |             |

### キャラクターソング
| 発売日   | 商品名 | 歌 | 楽曲 | 備考 |
| 2006年   | 2006年 | 2006年 | 2006年 | 2006年 |
| -------- | --- | --- | --- | --- |
| 5月24日  | ネオ アンジェリーク 〜My First Lady〜                                                                          | ヒュウガ（小野大輔） | 「紫紺の火道」 | 『ネオ アンジェリーク』関連曲                                                                                          |
| 7月26日  | 転生八犬士封魔録 〜新たなる影〜                                                                                | 飼葉万珠（小野大輔） | 「Treasure In My Heart 〜心の宝物〜」 | ゲーム『転生八犬士封魔録』関連曲                                                                                       |
| 10月28日 | フルハウスキス シングルコレクション Vol.13 東條葵&中泉隆行                                                     | 東條葵（鈴村健一）、中泉隆行（小野大輔） | 「青春AFTERMATH」 | 『フルハウスキス』関連曲                                                                                               |
| 2007年   | | | | |
| 2月21日  | 涼宮ハルヒの憂鬱 キャラクターソング Vol.8 古泉一樹                                                             | 古泉一樹（小野大輔） | 「まっがーれ↓スペクタクル」 「ハレ晴レユカイ 〜Ver.古泉一樹〜」                                                                              | テレビアニメ『涼宮ハルヒの憂鬱』関連曲                                                                                 |
| 2月23日  | 護くんに女神の祝福を！オリジナルキャラクターソング・ディスク1                                                  | 東ビ大付属生徒会一同 | 「東ビ王誕生！」 | テレビアニメ『護くんに女神の祝福を！』関連曲                                                                           |
| 2月28日  | ネオ アンジェリーク 〜Romantic Gift〜                                                                          | ヒュウガ（小野大輔）、ルネ（山口勝平） | 「紅紫の輪舞」 | 『ネオ アンジェリーク』関連曲                                                                                          |
| 4月18日  | VitaminX オリジナルサウンドトラック                                                                            | 翼（鈴木達央）と一（小野大輔） | 「放課後エデン」 「Shooting Star」 | ゲーム『VitaminX』主題歌                                                                                               |
| 6月15日  | プリンセスナイトメア キャラクターソングコレクション Vol.1                                                      | 犬飼一狼太（小野大輔） | 「お前だけのヒーロー」 | 『プリンセスナイトメア』関連曲                                                                                         |
| 8月24日  | 護くんに女神の祝福を！オリジナルキャラクターソング・ディスク4                                                  | 東ビ大付属生徒会一同 | 「ああ東ビ戦隊マヤレンジャー」 | テレビアニメ『護くんに女神の祝福を！』関連曲                                                                           |
| 10月26日 | 護くんに女神の祝福を！オリジナルキャラクターソング・ディスク5                                                  | マモップ | 「You are NO.1」 | テレビアニメ『護くんに女神の祝福を！』関連曲                                                                           |
| 12月5日  | 「DIAMOND DISC」-翼と一-                                                                                       | 翼（鈴木達央）と一（小野大輔） | 「禁断ロマンス」 「傷だらけのEternity」（草薙一） 「放課後エデン（DIAMOND Ver.）」※通常盤 「Shooting Star（DIAMOND Ver.）」※アニメイト限定盤 | ゲーム『VitaminX』関連曲                                                                                               |
| 12月7日  | KoiGIG 〜DEVIL×ANGEL〜 ROAD THAT BELIEVE                                                                       | シュウ（小野大輔） | 「Fly to the victory road」 「青白き月の呪い」                                                                                               | ゲーム『KoiGIG〜DEVIL×ANGEL〜』関連曲                                                                                  |
| 12月19日 | ネオ アンジェリーク 〜たそがれの騎士〜                                                                         | ヒュウガ（小野大輔） | 「月映の夜想歌」 | 『ネオ アンジェリーク』関連曲                                                                                          |
| 2008年   | | | | |
| 1月9日   | DEAR My SUN!!〜ムスコ★育成★狂騒曲〜 キャラクターソング・風斗ver                                                | 紫藤風斗・優しい（小野大輔）、爽やか（岡本寛志）、甘え（下和田裕貴） | 「四月の風」 | ゲーム『DEAR My SUN!!〜ムスコ★育成★狂騒曲〜』関連曲                                                                    |
| 1月23日  | ドラゴノーツ ドラマ&キャラクターソングス Vol.1                                                                 | カミシナ・ジン（小野大輔） | 「手のひらの中の奇跡」 | テレビアニメ『ドラゴノーツ -ザ・レゾナンス-』関連曲                                                                    |
| 2月27日  | 瀬戸の花嫁歌謡全集 人魚篇                                                                                      | 瀬戸花オールスターズ（小野大輔） | 「Psychedelic Brother」（海、サル〈矢部雅史〉）                                                                                              | テレビアニメ『瀬戸の花嫁』関連曲                                                                                       |
| 3月2日   | KoiGIG 〜DEVIL×ANGEL〜 BATTLE LOVE                                                                             | DEVIL×ANGEL | 「BATTLE LOVE」 | ライブ「KoiGIG〜DEVIL×ANGEL〜 Flying March」                                                                           |
| 3月12日  | 真夜中救世主〜ミッドナイトサルヴァトーレ〜                                                                     | 翼（鈴木達央）と一（小野大輔） | 「真夜中救世主〜ミッドナイトサルヴァトーレ〜」                                                                                               | ゲーム『VitaminX Evolution』オープニングテーマ                                                                         |
| 4月23日  | みなみけ びより                                                                                                | 保坂（小野大輔） | 「No problem」 | テレビアニメ『みなみけ』シリーズ関連曲                                                                                 |
| 4月23日  | JOY TO THE WORLD                                                                                               | オーブハンター4 | 「JOY TO THE WORLD」 「PLATONIC GARDEN」 | テレビアニメ『ネオ アンジェリーク Abyss』オープニングテーマ                                                            |
| 4月30日  | プティフール キャラクターソングシリーズ vol.2 柿崎誠司&唐沢悠太                                                | 柿崎誠司（小野大輔）、唐沢悠太（立花慎之介） | 「IINO?」 「RENJYO」（柿崎誠司） | 『プティフール』関連曲                                                                                                 |
| 5月21日  | SUNSHINE PARTY                                                                                                 | *HB* (ヒューベル)（小野大輔、平川大輔） | 「SUNSHINE PARTY」 「PROUD YOU」 | Webラジオ「ネオ アンジェリーク Abyss 〜陽だまり邸へようこそ〜」主題歌                                                  |
| 5月21日  | ドラゴノーツ ドラマ&キャラクターソングス Vol.5                                                                 | カミシナ・ジン（小野大輔） | 「Venus Venus」 | テレビアニメ『ドラゴノーツ -ザ・レゾナンス-』関連曲                                                                    |
| 5月28日  | AWAKE〜僕のすべて〜                                                                                            | 二海堂昶（小野大輔）、浅村賢吾（神谷浩史） | 「AWAKE〜僕のすべて〜」 | テレビアニメ『モノクローム・ファクター』エンディングテーマ                                                             |
| 5月28日  | モノクローム・ファクター キャラクターソング Factor1 二海堂昶                                                   | 二海堂昶（小野大輔） | 「Destiny」 | テレビアニメ『モノクローム・ファクター』関連曲                                                                         |
| 5月29日  | 最後のPiece | 宝生綾芽（緑川光）、宝生蓮太郎（小野大輔） | 「最後のPiece」 | 『花宵ロマネスク 愛と哀しみ-それは君のためのアリア』エンディングテーマ                                                 |
| 7月23日  | SILENT DESTINY                                                                                                 | オーブハンター4 | 「SILENT DESTINY」 「Eternal Green〜君という永遠」                                                                                           | テレビアニメ『ネオ アンジェリーク Abyss -Second Age-』オープニングテーマ                                               |
| 8月15日  | ひぐらしのなく頃に解 Character CD 〜入江たちの逆襲〜                                                           | 赤坂衛（小野大輔） | 「BUCHIKAMACE 徹甲弾!」 | テレビアニメ『ひぐらしのなく頃に解』関連曲                                                                             |
| 9月10日  | ウラナイ・ハナサナイ・カエサナイ                                                                               | フォーチュンセヴン | 「ウラナイ・ハナサナイ・カエサナイ」 「ウラナイ・ハナサナイ・カエサナイ 星宮・真人 Ver.」                                                    | PS2『トゥルーフォーチュン オープニング』主題歌                                                                         |
| 9月10日  | ネオ アンジェリーク Abyss CHARACTER SONGS SCENE 05 ニクス・ヒュウガ                                            | ヒュウガ（小野大輔） | 「凛華の如く」 | テレビアニメ『ネオ アンジェリーク Abyss』関連曲                                                                        |
| 11月26日 | ネオ アンジェリーク バラエティーCD Vol.1 アルカディア パラダイス                                               | オーブハンター5 | 「オーブハンター5のテーマ」 | テレビアニメ『ネオ アンジェリーク Abyss』関連曲                                                                        |
| 11月26日 | シャイナ・ダルク 〜黒き月の王と蒼碧の月の姫君〜 ボーカルアルバム                                               | エクソダ（小野大輔）、ヴィンセント（安元洋貴）、ノエル（川澄綾子）、マープル（花澤香菜） | 「王国マーチはタンタカターン」 | 『シャイナダルク』3巻特装版ミュージッククリップアニメーション                                                          |
| 11月27日 | AWAKE〜僕のすべて〜ANOTHER SIDE                                                                                | 二海堂昶（小野大輔） | 「AWAKE〜僕のすべて〜ANOTHER SIDE」 | PS2『モノクローム・ファクター cross road』エンディングテーマ ※ゲーム限定版同梱のサントラに収録                         |
| 12月24日 | 黒執事 キャラクターソング「その執事、歌唱」                                                                    | セバスチャン・ミカエリス（小野大輔） | 「貴方の声が色褪せようとも、盟約の歌がその胸に届きますように。」 「月の雨」                                                                  | テレビアニメ『黒執事』関連曲                                                                                           |
| 2009年   | | | | |
| 1月7日   | モノクローム・ファクター Perfect Vocal ALBUM                                                                   | 二海堂昶（小野大輔） | 「AWAKE〜僕のすべて〜（昶Ver.）」 | テレビアニメ『モノクローム・ファクター』関連曲                                                                         |
| 1月21日  | ネオ アンジェリーク バラエティーCD Vol.2 アルカディア パラダイス2                                              | 小野“ヒュウガ”大輔 | 「なりきり*HB* SUNSHINE PARTY Duet ver.」 | テレビアニメ『ネオ アンジェリーク Abyss』関連曲                                                                        |
| 1月28日  | ネオ アンジェリーク Special 〜silver tone〜                                                                    | ニクス（大川透）、ヒュウガ（小野大輔） | 「Home Sweetest Home」 | 『ネオ アンジェリーク』関連曲                                                                                          |
| 3月14日  | cry no more〜僕と君の世界                                                                                      | イチ（小野大輔）&ナナ（下野紘） | 「cry no more〜僕と君の世界」 | Webラジオ「クラノア放送委員会」主題歌                                                                                  |
| 4月22日  | いままでのあらすじ                                                                                             | 涼宮ハルヒちゃん（平野綾）、キョン（杉田智和）、朝比奈みくる（後藤邑子）、長門有希（茅原実里）、古泉一樹（小野大輔） | 「いままでのあらすじ」 「あとがきのようなもの」                                                                                              | YouTubeアニメ『涼宮ハルヒちゃんの憂鬱』主題歌                                                                          |
| 4月22日  | 超 Climax Jump                                                                                                 | DEN-O ALL STARS （モモタロス（関俊彦）、ウラタロス（遊佐浩二）、キンタロス（てらそままさき）、リュウタロス（鈴村健一）、コハナ（松元環季）、ナオミ（秋山莉奈）、 オーナー（石丸謙二郎）、野上幸太郎（桜田通）、テディ）                        | 「超 Climax Jump」 「超 Climax Jump 〜PARTY MIX〜」                                                                                          | 劇場版『劇場版 超・仮面ライダー電王&ディケイド NEOジェネレーションズ 鬼ヶ島の戦艦』主題歌                              |
| 4月22日  | ネオアンジェリーク Special 〜platinum harmony〜                                                                | レイン（高橋広樹）、ニクス（大川透）、ジェイド（小野坂昌也）、ヒュウガ（小野大輔）、ルネ（山口勝平）、ベルナール（平川大輔）、マティアス（楠大典）、エレンフリート（入野自由）、 ジェット（中村悠一）、ロシュ（木村良平）                      | 「軌跡 〜the brilliant days」 | 『ネオ アンジェリーク』関連曲                                                                                          |
| 6月24日  | このスモチからの卒業                                                                                           | ちゅるやさん（松岡由貴）、ゲスト：古泉一樹（小野大輔） | 「まちが〜って?スモチタベル」 | YouTubeアニメ『にょろーん ちゅるやさん』関連曲                                                                         |
| 7月23日  | みなみけ きゃらくたーそんぐべすとあるばむ                                                                      | Compilation Album | 「カレーのうた」 「オモシロックオン!」他 | テレビアニメ『みなみけ おかえり』劇中歌                                                                                |
| 7月23日  | 理系男子。勉強になる!? キャラクターソング VOL.4 Ca：灰原元気                                                   | 灰原元気（小野大輔） | 「迷いのヌクレオチド（勉強科目：生物）」 「原子分子マイン（灰原元気ソロバージョン）」                                                        | 『理系男子。』関連曲                                                                                                   |
| 7月31日  | LOVE&HEAVEN〜ラブアンドヘブン/blooming moon                                                                    | イチ（小野大輔） | 「LOVE&HEAVEN〜ラブアンドヘブン」 | Webラジオ「クラノア放送委員会」主題歌                                                                                  |
| 11月18日 | 涼宮ハルヒの憂鬱 新キャラクターソング Vol.4 古泉一樹                                                           | 古泉一樹（小野大輔） | 「「つまらない話ですよ」と僕は言う」 「ただの秘密」                                                                                          | テレビアニメ『涼宮ハルヒの憂鬱（2009年版）』関連曲                                                                     |
| 11月27日 | 響演 第6弾「Wish」                                                                                             | 小野大輔（小野大輔） | 「Type two」 | オリジナルドラマシリーズ『響演』第6弾「Wish」エンディングイメージ曲 ※着うたフル®でのみ配信                             |
| 12月23日 | ミラクル☆トレイン〜大江戸線へようこそ〜 キャラクターソング Vol.4 月島十六夜                                    | 月島十六夜（小野大輔） | 「Home Station」 「線路は走るよ6の字に〜大江戸線へようこそ・月島ver.〜」                                                                     | テレビアニメ『ミラクル☆トレイン〜大江戸線へようこそ〜』関連曲                                                          |
| 2010年   | | | | |
| 4月21日  | WORKING!! 主題歌CD                                                                                             | 小鳥遊宗太（福山潤）、佐藤潤（小野大輔）、相馬博臣（神谷浩史） | 「ハートのエッジに挑もう Go to Heart Edge」                                                                                                  | テレビアニメ『WORKING!!』エンディングテーマ                                                                            |
| 4月21日  | カバーソングコレクションCD「津軽海峡・冬景色」                                                                 | 平和島静雄（小野大輔） | 「津軽海峡・冬景色」 | テレビアニメ『デュラララ!!』関連曲                                                                                     |
| 6月9日   | Double-Action Strike form                                                                                      | 野上幸太郎（桜田通）、テディ（小野大輔） | 「Double-Action Strike form」 「Double-Action Strike form (テディ solo edit.)」                                                              | 映画『仮面ライダー×仮面ライダー×仮面ライダー THE MOVIE 超・電王トリロジー EPISODE BLUE 派遣イマジンはNEWトラル』主題歌 |
| 7月21日  | りある りあるが あんりある                                                                                     | 蝶伝寺さすけ（小野大輔）、蝶伝寺ねね（後藤沙緒里） | 「りある_りあるが_あんりある」 「少年少女達成団」                                                                                            | NHK衛星第2テレビジョン『MAG・ネット 〜マンガ・アニメ・ゲームのゲンバ〜』主題歌                                         |
| 8月25日  | 黒執事II キャラクターソング 01「黒執事、熱唱」                                                                 | セバスチャン・ミカエリス（小野大輔） | 「You will rule the world」 「ある執事の日常」                                                                                               | テレビアニメ『黒執事II』関連曲                                                                                         |
| 9月22日  | VitaminX Evolution Plus 「一撃SN†PER」                                                                         | 翼（鈴木達央）と一（小野大輔） | 「一撃SN†PER」 | ゲーム『VitaminX Evolution Plus』オープニングテーマ                                                                    |
| 10月27日 | 理系男子。勉強になる!? キャラクターソング 第2弾 VOL.1 水ノ素爆&灰原元気                                        | 水ノ素爆（岡本信彦）、灰原元気（小野大輔） | 「葉緑体 〜僕と君と緑と光〜」（灰原元気） 「進化☆ミラクル」（灰原元気） 「fellowそぞろfollow」                                               | 『理系男子。』関連曲                                                                                                   |
| 11月17日 | Key/Missing You                                                                                                | Jangled Cat（小野大輔） | 「Key -Phase1-」 「Key -Phase2-」 「Key」 | NHKアニメーション『心霊探偵 八雲』オープニングテーマ                                                                   |
| 11月17日 | 魔法先生ネギま! 〜もうひとつの世界〜 Theme Song Collection                                                     | ネギ・スプリングフィールド（佐藤利奈）、犬上小太郎（井上麻里奈）、長谷川千雨（志村由美）、アルベール・カモミール（矢部雅史）、ジャック・ラカン（小山力也）、エヴァンジェリン・A・K・マクダウェル（松岡由貴）、クウネル・サンダース（小野大輔） | 「Get a Chance!」 | OVA『魔法先生ネギま! 〜もうひとつの世界〜』エンディングテーマ                                                          |
| 11月19日 | 魔法使いとご主人様 オリジナルイメージトラック Une etoile                                                       | セラス＝ドラグーン（小野大輔） | 「ジキルとハイド」 | 『魔法使いとご主人様』関連曲                                                                                           |
| 11月24日 | 裏切りは僕の名前を知っている オリジナルドラマCD 4                                                              | 蓮城焔椎真（小野大輔） | 「O.A.T.H.」 | テレビアニメ『裏切りは僕の名前を知っている』関連曲                                                                     |
| 12月15日 | 心霊探偵八雲 オリジナルサウンドトラック                                                                        | Jangled Cat（小野大輔） | 「Key -Phase3-」 | NHKアニメーション『心霊探偵 八雲』オープニングテーマ                                                                   |
| 12月29日 | FULL SCORE04-Mixture-                                                                                          | 馬場陽平（遊佐浩二）、沖王太郎（吉野裕行）、神藤天輝（宮野真守）、兵藤勉（平川大輔）、藤澤将（小野大輔） | 「Borderless Music!!!」 | ドラマCD『FULL SCORE』関連曲                                                                                           |
| 2011年   | | | | |
| 1月12日  | 伝説の勇者の伝説 キャラクターフィーチャリングCD シオン編                                                       | シオン・アスタール（小野大輔） | 「光と葛藤の消失点」 | テレビアニメ『伝説の勇者の伝説』関連曲                                                                                 |
| 1月26日  | VitaminX Addiction 先行キャラクターソング Vol.2「100Vの愛衝動」                                                | 草薙一（小野大輔） | 「100Vの愛衝動」 「100Vの愛衝動（ぴた☆ぱら Re-Mix☆EXTREAM）」                                                                                | OAD『VitaminX Addiction』先行関連曲                                                                                    |
| 3月14日  | VitaminXtoZ RED-SKY                                                                                            | 一（小野大輔）と千聖（前野智昭） | 「ENDLESS SKY」 「ENDLESS SKY 小野大輔 Ver.」                                                                                                | ゲーム『VitaminX to Z』エンディングテーマ                                                                              |
| 5月13日  | となりの怪物くん 7 特装版                                                                                      | みっちゃん（小野大輔） | 「俺とバットと球と俺」 | ドラマCD『となりの怪物くん』劇中歌                                                                                     |
| 5月13日  | EVER SMILE | SHOW（森久保祥太郎）& KENN with ALL FRIENDS（小野大輔、菅沼久義、野島健児、前野智昭、三浦祥朗、代永翼） | 「EVER SMILE」 | 乙女チャリティソングプロジェクト「Brand New Love」東日本大震災復興支援楽曲                                             |
| 8月24日  | Aチャンネル キャラクターソング6曲                                                                              | 佐藤先生（小野大輔） | 「君の手」 | テレビアニメ『Aチャンネル』第7話劇中歌                                                                                 |
| 8月24日  | WORKING!! きゃらそん☆MENU 6 佐藤潤 starring 小野大輔                                                           | 佐藤潤（小野大輔） | 「SUGAR&SPICE」 「ワグナリア賛歌〜a day of 佐藤潤」                                                                                          | テレビアニメ『WORKING!!』関連曲                                                                                        |
| 8月26日  | OAD VitaminX Addiction OP                                                                                      | 翼（鈴木達央）と一（小野大輔） | 「溺愛X」 「溺愛X -Only 一」 | OAD『VitaminX Addiction』Act.1 OP主題歌                                                                                |
| 8月26日  | OAD VitaminX Addiction ED                                                                                      | 翼（鈴木達央）と一（小野大輔） | 「学園フロンティア」 「学園フロンティア -Only 一」                                                                                           | OAD『VitaminX Addiction』Act.1 ED主題歌                                                                                |
| 9月21日  | 伝説の勇者の伝説 Blu-ray特典 忘却欠片CD                                                                        | ライナ・リュート（福山潤）、シオン・アスタール（小野大輔） | 「君思う空の下」 | テレビアニメ『伝説の勇者の伝説』関連曲                                                                                 |
| 11月2日  | WORKING'!! 主題歌CD                                                                                            | 小鳥遊宗太（福山潤）、佐藤潤（小野大輔）、相馬博臣（神谷浩史） | 「いつものようにLOVE&PEACE!!」 | テレビアニメ『WORKING'!!』エンディングテーマ                                                                           |
| 11月11日 | みなみけ 9 限定版                                                                                              | 保坂（小野大輔）、千秋（茅原実里） | 「レッツ お野菜」 | コミックス『CD付き みなみけ 9 限定版』付録キャラソンCD                                                                 |
| 12月22日 | 「理系男子。」勉強になる!?キャラクターソング 第3弾                                                             | 灰原元気（小野大輔） | 「Fall in love 完了! (勉強科目 : 英語)」 | 「理系男子。」勉強になる!?関連曲                                                                                       |
| 2012年   | | | | |
| 2月22日  | 精霊飛来 | 霧隠才蔵（小野大輔）、猿飛佐助（柿原徹也） | 「精霊飛来」 | テレビアニメ『BRAVE10』オープニングテーマ                                                                              |
| 2月22日  | VitaminX Detective B6主題歌CD                                                                                  | 翼（鈴木達央）と一（小野大輔） | 「探偵（エージェント）√CODE」 「ANOTHER WORLD」                                                                                              | ゲーム『VitaminX Detective B6』主題歌                                                                                  |
| 6月20日  | 黒子のバスケ SOLO SERIES Vol.4 緑間真太郎                                                                      | 緑間真太郎（小野大輔） | 「狙い通りのDestiny」 「曰く蟹座の吉日に」                                                                                                   | テレビアニメ『黒子のバスケ』関連曲                                                                                     |
| 7月11日  | That's エンターテイメント！ B6&T6 SHOW #1〜翼と葛城／一と鳳〜                                                  | 一（小野大輔）と鳳（井上和彦） | 「あなたの瞳の中の消しゴム〜記憶喪失な夜〜」                                                                                                 | |
| 8月8日   | テレビアニメ『機動戦士ガンダムAGE』キャラクターソングアルバム Vol.1 フリット編                                 | ウルフ・エニアクル（小野大輔） | 「PRIDE OF WHITE」 | テレビアニメ『機動戦士ガンダムAGE』関連曲                                                                              |
| 8月9日   | 桜新町シンフォニア 〜kid,TABUCHI&FRIENDS like quartet〜                                                        | 岸恭助（小野大輔） | 「phaser braver」 | 『夜桜四重奏 〜ヨザクラカルテット〜』キャラクターソング※コミックス第12巻限定版同梱のCDに収録                           |
| 8月22日  | VitaminX Character Song CD That's エンターテイメント! B6 SHOW #4 〜VitaminXのテーマ／永田〜                    | B6 | 「ENDLESS X!!!」 | 『VitaminX』関連曲 |
| 9月12日  | TVアニメ『機動戦士ガンダムAGE』キャラクターソングアルバム Vol.2 アセム編                                       | ウルフ・エニアクル（小野大輔） | 「SOUL OF WHITE」 | テレビアニメ『機動戦士ガンダムAGE』関連曲                                                                              |
| 9月26日  | 黒子のバスケ DuetSERIES Vol.3 緑間真太郎&高尾和成                                                              | 緑間真太郎（小野大輔）&高尾和成（鈴木達央） | 「とある信者の果敢な毎日」 「明日へ連れて」 「とある信者の果敢な毎日 -Takao Off Ver.」                                                       | テレビアニメ『黒子のバスケ』関連曲                                                                                     |
| 10月26日 | 黒子のバスケ Vol.4 Blu-ray SPECIAL CD feat 緑間真太郎                                                          | 緑間真太郎（小野大輔） | 「セイシュンTIP-OFF!!〜MVP緑間ver」 | テレビアニメ『黒子のバスケ』関連曲                                                                                     |
| 11月7日  | テレビアニメ『K』Vol.1 Blu-ray特典 CD                                                                          | 夜刀神狗朗（小野大輔） | 「レジェンド台所」 | テレビアニメ『K』関連曲                                                                                                |
| 2013年   | | | | |
| 1月16日  | TVアニメ『しろくまカフェ』エンディング曲第8弾 〜ラマさんのラママンボ                                           | ラマ（小野大輔） | 「ラマさんのラママンボ」 「シロクマカフェ〜ラマ〜」                                                                                          | テレビアニメ『しろくまカフェ』エンディングテーマ                                                                       |
| 2月27日  | 偉人アイドルプロジェクト 歴 sing♪ 第3巻                                                                        | 坂本龍馬（小野大輔） | 「遠雷」 | ドラマCD 『偉人アイドルプロジェクト 歴 sing♪』 第3巻                                                                   |
| 2月27日  | TVアニメ『マギ』Vol.3 Blu-ray特典 CD                                                                           | シンドバッド（小野大輔） | 「Sail for Triumph」 | テレビアニメ『マギ』関連曲                                                                                             |
| 3月13日  | TVアニメ『K』Vol.7 Blu-ray特典 CD                                                                              | 夜刀神狗朗（小野大輔） | 「Tales of Black dog」 | テレビアニメ『K』関連曲                                                                                                |
| 4月24日  | みなみけ ただいま みなみけのみなうた                                                                           | 保坂（小野大輔） | 「LOVE_POWER」 「コールスローの歌」 「レッツお野菜」 「B.B.Q.の歌」 「クリスマスの歌」                                                       | テレビアニメ『みなみけ ただいま』関連曲                                                                                |
| 6月26日  | 神々の悪戯 神曲集 アポロン&ハデス                                                                              | ハデス・アイドネウス（小野大輔） | 「絶えない祈り」 | ゲーム『神々の悪戯 神曲集』関連曲                                                                                      |
| 7月10日  | カーニヴァル キャラクターソング Vol.3 平門&燭                                                                  | 平門（小野大輔）、燭（平川大輔） | 「La fin de l'éclipse」 「La fin de l'éclipse 平門 PART Ver.」                                                                               | テレビアニメ『カーニヴァル』関連曲                                                                                     |
| 7月24日  | THE BEST OF U-17 PLAYERS IX                                                                                    | 徳川カズヤ（小野大輔） | 「SURVIVAL DESTINY」 「SURVIVAL DESTINY-Remix-」                                                                                             | テレビアニメ『新テニスの王子様』関連曲                                                                                 |
| 7月31日  | 14 to 1 | ASAHINA Bros.+JULI | 「14 to 1」 | テレビアニメ『BROTHERS CONFLICT』エンディングテーマ                                                                    |
| 8月8日   | 絶対不滅の愛（ダイヤモンド）                                                                                   | 一真（小野大輔）と玲央（鈴木達央） | 「絶対不滅の愛（ダイヤモンド）」 「絶対不滅の愛（ダイヤモンド）小野大輔 ver.」                                                               | ゲーム『VitaminR』主題歌                                                                                               |
| 8月21日  | TVアニメ『マギ』Vol.9 Blu-ray 特典CD                                                                           | シンドバッド（小野大輔） | 「栄光のシンドリア」 | テレビアニメ『マギ』関連曲                                                                                             |
| 9月18日  | Dear friend | 風間恭輔（小野大輔） | 「Dear friend」 「Dear friend〜Type R ver.〜」 「Dear friend〜Type A ver.〜」                                                                | テレビアニメ『君のいる町』エンディングテーマ                                                                           |
| 9月20日  | TVアニメ「BROTHERS CONFLICT」キャラクターソング コンセプトミニアルバム (1) 「オ・ト・ナ」                      | 棗（前野智昭）、昴（小野大輔） | 「Bright Breeze」 | テレビアニメ『BROTHERS CONFLICT』関連曲                                                                                |
| 10月23日 | TVアニメ「BROTHERS CONFLICT」キャラクターソング コンセプトミニアルバム(2) 「コ☆ド☆モ」                         | 琉生（武内健）、昴（小野大輔）、祈織（浪川大輔）、侑介（細谷佳正）、風斗（KENN）、弥（梶裕貴）、ジュリ（神谷浩史） | 「挑発 Machine☆Gun」 | テレビアニメ『BROTHERS CONFLICT』関連曲                                                                                |
| 11月20日 | VitaminR Amazing Supplement Boys, W6 1st Impact 〜Kazuma&Leo〜                                                 | 望月玲央（小野大輔） | 「暴走チョモランマ」 | ゲーム『VitaminR』関連曲                                                                                               |
| 11月27日 | TVアニメ『うたの☆プリンスさまっ♪マジLOVE2000%』Vol.6 特典CD                                                    | HE★VENS | 「HE★VENS GATE」 | テレビアニメ『うたの☆プリンスさまっ♪ マジLOVE2000%』挿入歌                                                             |
| 11月27日 | キャラクターソングベスト&オリジナルサウンドトラック「桜新町の鳴らし方。」                                      | 岸恭助（小野大輔） & 岸桃華（戸松遥） | 「超力buddy!」 | テレビアニメ『夜桜四重奏 〜ハナノウタ〜』関連曲                                                                        |
| 11月27日 | キャラクターソングベスト&オリジナルサウンドトラック「桜新町の鳴らし方。」                                      | 小野大輔、福圓美里、梶裕貴、藤田咲、沢城みゆき、戸松遥、大久保藍子、茅野愛衣 | 「またねとまたね」 | テレビアニメ『夜桜四重奏 〜ハナノウタ〜』関連曲                                                                        |
| 2014年   | | | | |
| 1月8日   | 黒子のバスケ DuetSERIES Vol.6 緑間真太郎&黒子テツヤ                                                            | 緑間真太郎（小野大輔）、黒子テツヤ（小野賢章） | 「コートの上でこれからも」 「DO THE BEST」 「コートの上でこれからも -Kuroko Off Ver.-」                                                      | テレビアニメ『黒子のバスケ』関連曲                                                                                     |
| 2月12日  | VitaminR Amazing Supplement Boys, W6 2nd Impact 〜W6〜                                                         | W6 | 「AHOY!!!!!!」 | ゲーム『VitaminR』関連曲                                                                                               |
| 2月26日  | TVアニメ『BROTHERS CONFLICT』Vol. 7 特典CD                                                                     | 昴（小野大輔） | 「1 to 1 ソロ」 | テレビアニメ『BROTHERS CONFLICT』関連曲                                                                                |
| 3月26日  | 「戦国無双4」ヴォーカル＆ドラマ〜桜花爛漫                                                                      | 真田信之（小野大輔） | 「桜樹が如く」 | ゲーム『戦国無双』関連曲                                                                                               |
| 4月30日  | TILL THE END                                                                                                   | アポロン（入野自由）、ハデス（小野大輔）、月人（上村祐翔）、尊（豊永利行）、バルドル（神谷浩史）、ロキ（細谷佳正） | 「TILL THE END」 | テレビアニメ『神々の悪戯』オープニングテーマ                                                                           |
| 4月30日  | REASON FOR...                                                                                                  | アポロン（入野自由）、ハデス（小野大輔）、月人（上村祐翔）、尊（豊永利行）、バルドル（神谷浩史）、ロキ（細谷佳正） | 「REASON FOR...」 | テレビアニメ『神々の悪戯』エンディングテーマ                                                                           |
| 6月18日  | TVアニメ「神々の悪戯」神曲集 アポロン＆ハデス                                                                  | ハデス・アイドネウス（小野大輔） | 「I MISS YOU」 | テレビアニメ「神々の悪戯」関連曲                                                                                       |
| 7月7日   | SOLO MINI ALBUM Vol.3 緑間真太郎 -Shooting My Luck-                                                            | 緑間真太郎（小野大輔） | 「その運命に真摯であれ」 「どこにあるのだよ」 「狙い通りのDestiny (Remix)」                                                                  | テレビアニメ『黒子のバスケ』関連曲                                                                                     |
| 7月7日   | SOLO MINI ALBUM Vol.3 緑間真太郎 -Shooting My Luck-                                                            | 緑間真太郎（小野大輔） feat.高尾和成（鈴木達央） | 「Way to Victory」 | テレビアニメ『黒子のバスケ』関連曲                                                                                     |
| 7月7日   | SOLO MINI ALBUM Vol.3 緑間真太郎 -Shooting My Luck-                                                            | 緑間真太郎（小野大輔） feat.宮地清志（庄司将之）、木村信介（佐藤美一）、大坪泰介（佐藤健輔） | 「INDOMITABLE」 | テレビアニメ『黒子のバスケ』関連曲                                                                                     |
| 7月9日   | TVアニメ『ノラガミ』Vol.5 特典CD                                                                               | 小福（豊崎愛生）、大黒（小野大輔） | 「愛は八百万♡」 | テレビアニメ『ノラガミ』関連曲                                                                                         |
| 9月24日  | TVアニメ 『神々の悪戯』 Vol.4 特典CD                                                                           | ハデス（小野大輔）、アポロン (入野自由) | 「HOPE」 | テレビアニメ「神々の悪戯」関連曲                                                                                       |
| 9月24日  | TVアニメ 『黒執事 Book of Circus』 Vol.2 特典CD                                                                | セバスチャン・ミカエリス（小野大輔） | 「甘美なる絶望」 | テレビアニメ「黒執事 Book of Circus」関連曲                                                                            |
| 10月29日 | Welcome!!DISCOけもけもけ                                                                                       | コックリさん（小野大輔）、狗神（櫻井孝宏）、信楽（中田譲治） | 「Welcome!!DISCOけもけもけ」 | テレビアニメ『繰繰れ! コックリさん』オープニングテーマ                                                                 |
| 11月6日  | CABA Vol.1 | CABA | 「Missing」 「最後の雨」 「PIECES OF A DREAM」 「靴は履いたまま」                                                                            | 『PROJECT DABA』関連曲                                                                                                 |
| 12月3日  | NORN9 ノルン+ノネット Cantare Vol.2                                                                            | 吾妻夏彦（小野大輔） | 「導きの星」 | ゲーム『NORN9 ノルン+ノネット』関連曲                                                                                  |
| 2015年   | | | | |
| 1月21日  | I LOVE YOUが聞こえない                                                                                         | ASAHINA Bros.+JULI | 「I LOVE YOUが聞こえない」 | OVA「BROTHERS CONFLICT」 エンディングテーマ                                                                            |
| 2月11日  | OVA「BROTHERS CONFLICT」第2巻「本命」スペシャルCD                                                              | 右京（平川大輔）、椿（鈴村健一）、梓（鳥海浩輔）、琉生（武内健）、昴（小野大輔）、祈織（浪川大輔）、弥（梶裕貴） | 「365 Anniversary」 「ダメって…Delicious」                                                                                                   | OVA『BROTHERS CONFLICT』関連曲                                                                                         |
| 3月25日  | カバーソングコレクションCD「ルビーの指環」                                                                     | 平和島静雄（小野大輔） | 「ルビーの指環」 | テレビアニメ『デュラララ!!×2 承』関連曲                                                                                |
| 4月22日  | 戦国無双キャラクターCD 其ノ参 真田信之                                                                         | 真田信之（小野大輔） | 「念(おも)い唄」 | テレビアニメ 『戦国無双』 関連曲                                                                                       |
| 4月29日  | 黒子のバスケ 第3期 第2クール 帝光編 キャラクターソング                                                         | 緑間真太郎（小野大輔） | 「REGAL GENERATION -Ver.緑間真太郎-」 | テレビアニメ 『黒子のバスケ』関連曲                                                                                    |
| 4月29日  | 黒子のバスケ 第3期 第2クール 帝光編 キャラクターソング                                                         | 黒子+キセキの世代 | 「REGAL GENERATION」 | テレビアニメ 『黒子のバスケ』関連曲                                                                                    |
| 6月17日  | ボーイフレンド（仮） キャラクターCDシリーズ vol.1 如月斗真&北城猛&守部匡治                                     | 北城猛（小野大輔） | 「超絶 Fighting for mission」 | ゲーム『ボーイフレンド（仮）』関連曲                                                                                   |
| 6月26日  | 黒子のバスケ 3rd SEASON Vol.3 Blu-ray SPECIAL CD feat 緑間真太郎                                               | 緑間真太郎（小野大輔） & 高尾和成 (鈴木達央) | 「セイシュンTIP-OFF!! 〜MVP光＆影ver. side秀徳」                                                                                             | テレビアニメ『黒子のバスケ』関連曲                                                                                     |
| 8月12日  | WORKING!!! 主題歌特典CD                                                                                        | 小鳥遊宗太（福山潤）、佐藤潤（小野大輔）、相馬博臣（神谷浩史） | 「まつ毛にLOCK」 | テレビアニメ『WORKING!!!』エンディングテーマ                                                                           |
| 9月11日  | 永久パラダイス                                                                                                 | B-PROJECT | 「永久パラダイス」 | 『B-PROJECT』関連曲 |
| 11月25日 | 恋セヨ乙女 | キタコレ | 「恋セヨ乙女」 「Karma」 「永久パラダイス」                                                                                                  | 『B-PROJECT』関連曲 |
| 12月2日  | TVアニメ『うたの☆プリンスさまっ♪マジLOVEレボリューションズ』 BD・DVD第6巻特典CD                                | HE★VENS | 「HE★VENS GATE -Beginning of the Legend」 | テレビアニメ『うたの☆プリンスさまっ♪ マジLOVEレボリューションズ』挿入歌                                                |
| 12月16日 | SIX SAME FACES 〜今夜は最高!!!!!!〜                                                                            | イヤミ（鈴村健一） feat. おそ松（櫻井孝宏）、カラ松（中村悠一）、チョロ松（神谷浩史）、一松（福山潤）、十四松（小野大輔）、トド松（入野自由）                                                                                                  | 「SIX SAME FACES 〜今夜は最高!!!!!!〜」 | テレビアニメ『おそ松さん』エンディングテーマ                                                                           |
| 2016年   | | | | |
| 1月16日  | WORKING!!! BD・DVD第6巻完全生産限定版特典CD                                                                    | 佐藤潤（小野大輔） | 「まつ毛にLOCK - ソロバージョン」 | テレビアニメ『WORKING!!!』関連曲                                                                                       |
| 2月10日  | ボーイフレンド（仮） キャラクターソングアルバム vol.1                                                          | 北城猛（小野大輔）、如月斗真（西田雅一）、守部匡治（梶裕貴） | 「SCHOOL☆LIFE」 | ゲーム『ボーイフレンド（仮）』関連曲                                                                                   |
| 2月24日  | 星空ランデブー                                                                                                 | 聖ジョルジョ（杉田智和）、メディチ（立花慎之介）、ヘルメス（福山潤）、マルス（小野大輔） | 「星空ランデブー」 | テレビアニメ『石膏ボーイズ』主題歌                                                                                     |
| 3月16日  | SIX SHAME FACES 〜今夜も最高!!!!!!〜                                                                           | トト子（遠藤綾） feat. おそ松（櫻井孝宏）、カラ松（中村悠一）、チョロ松（神谷浩史）、一松（福山潤）、十四松（小野大輔）、トド松（入野自由） | 「SIX SHAME FACES 〜今夜も最高!!!!!!〜」 | テレビアニメ『おそ松さん』エンディングテーマ                                                                           |
| 4月6日   | Mysterious Kiss                                                                                                | キタコレ | 「Mysterious Kiss」 「Wonderful days」 | 『B-PROJECT』関連曲 |
| 5月11日  | CABA Vol.2 | CABA | 「桜坂」 「ツバサ」 「路傍」 「それが大事」                                                                                                  | 『PROJECT DABA』関連曲                                                                                                 |
| 5月11日  | 神々の悪戯 InFinite 神曲集 二重唱 アポロン&ハデス                                                              | ハデス・アイドネウス（小野大輔）、アポロン・アガナ・ベレア（入野自由） | 「紳士同盟-who need you?-」 | ゲーム『神々の悪戯 InFinite』関連曲                                                                                    |
| 5月25日  | プリンス・オブ・ストライド オルタナティブ キャラクターソングCD 03                                              | 支倉ヒース（小野大輔）、久我恭介（諏訪部順一） | 「Wind Blows!!」 | テレビアニメ『プリンス・オブ・ストライド オルタナティブ』関連曲                                                        |
| 7月6日   | 鼓動*アンビシャス                                                                                              | B-PROJECT | 「鼓動*アンビシャス」 「明日は、今日より夢見よう」                                                                                           | テレビアニメ『B-PROJECT〜鼓動*アンビシャス〜』オープニングテーマ                                                       |
| 7月27日  | 星と月のセンテンス                                                                                             | キタコレ | 「星と月のセンテンス」 | テレビアニメ『B-PROJECT〜鼓動*アンビシャス〜』エンディングテーマ                                                       |
| 8月3日   | EVERLASTING DAYS                                                                                               | 柄本つくし（吉永拓斗）、風間陣（松岡禎丞）、水樹寿人（浪川大輔）、君下敦（小野大輔）、大柴喜一（宮野真守） | 「EVERLASTING DAYS」 | テレビアニメ『DAYS』エンディングテーマ                                                                                 |
| 8月24日  | マギ シンドバッドの冒険 COMPLETE BOX                                                                           | シンドバッド（小野大輔）、ミストラス（羽多野渉）、ジャーファル（櫻井孝宏） | 「Life goes on」 | テレビアニメ『マギ シンドバッドの冒険』関連曲                                                                          |
| 9月7日   | おそ松さん Original Sound Track Album                                                                          | イヤミ（鈴村健一）、トト子（遠藤綾） feat.おそ松さんオールスターズ | 「SIX SAME FACES 〜今夜も最高!!!!!!!!!!!!!!〜 type FINAL」                                                                                   | テレビアニメ『おそ松さん』エンディングテーマ                                                                           |
| 10月12日 | 人間ビデオ GANTZ:O盤                                                                                           | 玄野計（梶裕貴）、加藤勝（小野大輔） | 「2MC & 3次元」 | 劇場アニメ『GANTZ:O』関連曲                                                                                            |
| 11月16日 | DAYS キャラクターソングシリーズ VOL.04 君下敦                                                                  | 君下敦（小野大輔） | 「FIGHTING ROAD」 「EVERLASTING DAYS（Kimishita ver.）」                                                                                     | テレビアニメ『DAYS』関連曲                                                                                             |
| 11月30日 | うたの☆プリンスさまっ♪マジLOVEレジェンドスター デュエットアイドルソング                                        | 聖川真斗（鈴村健一）、皇綺羅（小野大輔） | 「Lasting Oneness」 | テレビアニメ『うたの☆プリンスさまっ♪ マジLOVEレジェンドスター』挿入歌                                                  |
| 11月30日 | うたの☆プリンスさまっ♪マジLOVEレジェンドスター デュエットアイドルソング                                        | 皇綺羅（小野大輔） | 「Dazzling darling」 | テレビアニメ『うたの☆プリンスさまっ♪ マジLOVEレジェンドスター』関連曲                                                  |
| 12月21日 | プリンス・オブ・ストライド オルタナティブ キャラクターソングCD vol.3                                           | 支倉ヒース（小野大輔） | 「We Go!!」 | テレビアニメ『プリンス・オブ・ストライド オルタナティブ』関連曲                                                        |
| 12月21日 | 無敵*デンジャラス                                                                                              | B-PROJECT | 「無敵*デンジャラス」 | ゲーム『B-PROJECT 無敵*デンジャラス』オープニングテーマ                                                                |
| 12月21日 | 無敵*デンジャラス                                                                                              | B-PROJECT | 「永久パラダイス」 | 『B-PROJECT』関連曲 |
| 12月28日 | 不滅のインフェルノ                                                                                             | HE★VENS | 「不滅のインフェルノ」 | テレビアニメ『うたの☆プリンスさまっ♪ マジLOVEレジェンドスター』挿入歌                                                  |
| 12月28日 | 不滅のインフェルノ                                                                                             | HE★VENS | 「HE★VENLY PARADE」 | テレビアニメ『うたの☆プリンスさまっ♪ マジLOVEレジェンドスター』関連曲                                                  |
| 2017年   | | | | |
| 1月11日  | TVアニメ『うたの☆プリンスさまっ♪ マジLOVEレジェンドスター』 BD・DVD第1巻特典CD                                 | ST☆RISH、QUARTET NIGHT、HE★VENS | 「夢を歌へと…！」 | テレビアニメ『うたの☆プリンスさまっ♪ マジLOVEレジェンドスター』挿入歌                                                  |
| 1月25日  | B-PROJECT〜鼓動*アンビシャス〜 キャラクターソングCD                                                            | 北門倫毘沙（小野大輔） | 「Starrynight Cinderella」 | テレビアニメ『B-PROJECT〜鼓動*アンビシャス〜』関連曲                                                                   |
| 3月15日  | ワンダー☆フューチャー                                                                                          | キタコレ | 「ワンダー☆フューチャー」 「Vivid Scenery」                                                                                                  | 『B-PROJECT』関連曲 |
| 4月21日  | TVアニメ『TRICKSTER』BD・DVD第4巻 SPECIAL CD                                                                   | 明智小五郎（小野大輔） | 「恋は突貫工事」 | テレビアニメ『TRICKSTER -江戸川乱歩「少年探偵団」より-』関連曲                                                         |
| 6月21日  | 進撃の巨人 キャラクターイメージソングシリーズ Vol.07                                                           | エルヴィン・スミス（小野大輔） | 「Hope Of Mankind」 | テレビアニメ『進撃の巨人』関連曲                                                                                       |
| 6月21日  | 弱虫ペダル NEW GENERATION キャラクターソング Vol.04                                                            | 泉田塔一郎（阿部敦）、銅橋正清（小野大輔） | 「Absolute Champion」 | テレビアニメ『弱虫ペダル NEW GENERATION』関連曲                                                                        |
| 6月21日  | 弱虫ペダル NEW GENERATION キャラクターソング Vol.04                                                            | 銅橋正清（小野大輔） | 「MONSTER」 | テレビアニメ『弱虫ペダル NEW GENERATION』関連曲                                                                        |
| 7月19日  | S級パラダイス WHITE                                                                                            | B-PROJECT | 「S級パラダイス」 | 『B-PROJECT』関連曲 |
| 7月19日  | S級パラダイス WHITE                                                                                            | キタコレ | 「時空の螺旋」 | 『B-PROJECT』関連曲 |
| 10月11日 | QUIZUN THE WORLD VOL.2黒霧悠編                                                                                 | 黒霧悠（小野大輔） | 「絆〜kizuna〜」 | テレビアニメ『カイトアンサ』関連曲                                                                                     |
| 11月1日  | HEAVEN SKY エピソードCD                                                                                        | HE★VENS | 「HEAVEN SKY」 | 『うたの☆プリンスさまっ♪』関連曲                                                                                       |
| 12月6日  | レッツゴー！ムッツゴー！〜6色の虹〜                                                                            | ROOTS66 with 松野家6兄弟 | 「レッツゴー！ムッツゴー！〜6色の虹〜 早松66」                                                                                               | テレビアニメ『おそ松さん』第2期エンディングテーマ                                                                      |
| 12月6日  | レッツゴー！ムッツゴー！〜6色の虹〜                                                                            | ROOTS66 with 松野家6兄弟 | 「レッツゴー！ムッツゴー！〜6色の虹〜 遅松66」                                                                                               | テレビアニメ『おそ松さん』第2期エンディングテーマ                                                                      |
| 2018年   | | | | |
| 2月28日  | Ψレントプリズナー                                                                                              | 斉木ックラバー feat.斉木楠雄（神谷浩史）、燃堂力（小野大輔）、海藤瞬（島﨑信長） | 「Ψレントプリズナー」 | テレビアニメ『斉木楠雄のΨ難』第2期オープニングテーマ                                                                   |
| 2月28日  | 大人÷6×子供×6                                                                                                  | The おそ松さんズ with 松野家6兄弟 | 「大人÷6×子供×6」 | テレビアニメ『おそ松さん』第2期エンディングテーマ                                                                      |
| 5月23日  | Over the Limit                                                                                                 | ROUTE85 | 「Over the Limit」 | テレビアニメ『弱虫ペダル GLORY LINE』エンディングテーマ                                                                |
| 5月23日  | Over the Limit                                                                                                 | 銅橋正清（小野大輔） | 「Over the Limit」 | テレビアニメ『弱虫ペダル GLORY LINE』関連曲                                                                            |
| 7月7日   | K SEVEN STORIES Episode 6「Circle Vision 〜Nameless Song〜」アイドルK〈Kiss!Kiss!Kiss!〉CD付全国特別共通鑑賞券 | 伊佐那社（浪川大輔）、夜刀神狗朗（小野大輔）、八田美咲（福山潤）、伏見猿比古（宮野真守）、比水流（興津和幸）、御芍神紫（森田成一） | 「Kiss!Kiss!Kiss!」 | 劇場アニメ『K SEVEN STORIES』関連曲                                                                                    |
| 7月16日  | クランクイン                                                                                                   | キタコレ | 「クランクイン」 | 『B-PROJECT』関連曲 |
| 7月16日  | クランクイン                                                                                                   | 北門倫毘沙（小野大輔） | 「My Dearest Wish」 | 『B-PROJECT』関連曲 |
| 7月16日  | 快感エブリディ                                                                                                 | B-PROJECT | 「快感エブリディ」 「After all this time」                                                                                                   | 『B-PROJECT』関連曲 |
| 7月18日  | 弱虫ペダル GLORY LINE BD・DVD第2巻特典CD                                                                       | 真波山岳（代永翼）、泉田塔一郎（阿部敦）、黒田雪成（野島健児）、葦木場拓斗（宮野真守）、銅橋正清（小野大輔）、新開悠人（内田雄馬） | 「箱根学園 校歌」 | テレビアニメ『弱虫ペダル GLORY LINE』関連曲                                                                            |
| 7月21日  | Clover | 東極京水（諏訪部順一）、永江ときたか（中村悠一）、グレゴーリオ・ヴァレンティノ（小野大輔）、中尾椿（山下大輝） | 「Clover」 | テレビアニメ『鹿楓堂よついろ日和』エンディングテーマ                                                                   |
| 8月22日  | ミッション！健・康・第・イチ                                                                                   | 赤血球（花澤香菜）、白血球（前野智昭）、キラーT細胞（小野大輔）、マクロファージ（井上喜久子） | 「ミッション！健・康・第・イチ」 | テレビアニメ『はたらく細胞』オープニングテーマ                                                                         |
| 8月29日  | ゴクドルミュージック                                                                                           | ゴクドルズ漢組 | 「ゴクドルミュージック」 | テレビアニメ『Back Street Girls -ゴクドルズ-』オープニングテーマ                                                       |
| 8月29日  | ゴクドルミュージック                                                                                           | ゴクドルズ漢組 | 「星のかたち」 | テレビアニメ『Back Street Girls -ゴクドルズ-』エンディングテーマ                                                       |
| 2019年   | | | | |
| 1月29日  | 黒子のバスケ 1st SEASON Blu-ray BOX 特典CD                                                                     | 緑間真太郎（小野大輔） | 「限界突破FIGHT!!」 | テレビアニメ『黒子のバスケ』関連曲                                                                                     |
| 1月30日  | 絶頂*エモーション                                                                                              | B-PROJECT | 「絶頂*エモーション」 | テレビアニメ『B-PROJECT〜絶頂*エモーション〜』オープニングテーマ                                                       |
| 1月30日  | 絶頂*エモーション                                                                                              | B-PROJECT | 「光と影の時結ぶ」 | テレビアニメ『B-PROJECT〜絶頂*エモーション〜』エンディングテーマ                                                       |
| 1月30日  | うたの☆プリンスさまっ♪ マジLOVEキングダム スペシャルユニットドラマCD レン・嶺二・綺羅                          | 神宮寺レン（諏訪部順一）、寿嶺二（森久保祥太郎）、皇綺羅（小野大輔） | 「相愛トロイメライ」 | 劇場アニメ『劇場版 うたの☆プリンスさまっ♪ マジLOVEキングダム』挿入歌                                                   |
| 3月13日  | アンセム フォー ジ エンジェル                                                                                  | 皇綺羅（小野大輔） | 「恋の温度−melt into one−」 | 『うたの☆プリンスさまっ♪』関連曲                                                                                       |
| 4月3日   | 愛を捧げよ 〜the secret Shangri-la〜                                                                           | HE★VENS | 「愛を捧げよ 〜the secret Shangri-la〜」 「GIRA×2★SEVEN」                                                                                    | 劇場アニメ『劇場版 うたの☆プリンスさまっ♪ マジLOVEキングダム』挿入歌                                                   |
| 4月24日  | We are VORPAL SWORDS!!                                                                                         | 黒子テツヤ（小野賢章）、火神大我（小野友樹）、赤司征十郎（神谷浩史）、青峰大輝（諏訪部順一）、緑間真太郎（小野大輔）、黄瀬涼太（木村良平）、紫原敦（鈴村健一）                                                                                 | 「We are VORPAL SWORDS!!」 | 劇場アニメ『劇場版 黒子のバスケ LAST GAME』関連曲                                                                      |
| 4月24日  | B-PROJECT〜絶頂*エモーション〜 BD・DVD第2巻特典CD                                                              | キタコレ | 「光と影の時結ぶ」 | テレビアニメ『B-PROJECT〜絶頂*エモーション〜』エンディングテーマ                                                       |
| 4月24日  | B-PROJECT〜絶頂*エモーション〜 BD・DVD第2巻特典CD                                                              | キタコレ | 「哀愁→セレナーデ」 | テレビアニメ『B-PROJECT〜絶頂*エモーション〜』挿入歌                                                                   |
| 6月26日  | B-PROJECT〜絶頂*エモーション〜 BD・DVD第4巻特典CD                                                              | キタコレ、MooNs | 「Unite Contrast」 | テレビアニメ『B-PROJECT〜絶頂*エモーション〜』挿入歌                                                                   |
| 6月26日  | えいがのおそ松さん オリジナルサウンドトラック                                                                  | 松野カラ松（中村悠一）、松野チョロ松（神谷浩史）、松野一松（福山潤）、松野十四松（小野大輔）、松野トド松（入野自由） | 「赤塚ホテル」 | 劇場アニメ『えいがのおそ松さん』挿入歌                                                                                 |
| 8月28日  | B-PROJECT〜絶頂*エモーション〜 BD・DVD第6巻特典CD                                                              | B-PROJECT | 「あえて言葉にするなら」 | テレビアニメ『B-PROJECT〜絶頂*エモーション〜』挿入歌                                                                   |
| 11月6日  | せいぜいがんばれ！魔法少女くるみ Blu-ray 2 「魔法少女くるみ」超音楽集                                          | ジャケット紳士（小野大輔） | 「私こそがJACKET SHINSHI」 | Webアニメ『せいぜいがんばれ!魔法少女くるみ』関連曲                                                                     |
| 12月11日 | Corazon | キタコレ | 「Corazon」 「365Days」 | 『B-PROJECT』関連曲 |
| 12月25日 | 劇場版 うたの☆プリンスさまっ♪ マジLOVEキングダム BD・DVD特典CD                                                 | ST☆RISH、QUARTET NIGHT、HE★VENS | 「マジLOVEキングダム」 「Welocme to UTA☆PRI KINGDOM!!」                                                                                      | 劇場アニメ『劇場版 うたの☆プリンスさまっ♪ マジLOVEキングダム』挿入歌                                                   |
| 2020年   | | | | |
| 3月25日  | KING of CASTE〜Bird in the Cage〜                                                                              | B-PROJECT | 「Who is the King?」 | ドラマCD『KING of CASTE〜Bird in the Cage〜』挿入歌                                                                    |
| 3月25日  | KING of CASTE〜Bird in the Cage〜 鳳凰学園高校ver.                                                             | 鳳凰学園高校 | 「Catharsis」 | ドラマCD『KING of CASTE〜Bird in the Cage〜』挿入歌                                                                    |
| 4月28日  | ファンタシースターオンライン2 エピソード・オラクル キャラクターソングCD                                        | アッシュ（小野大輔） | 「Wing to radiance」 | テレビアニメ『ファンタシースターオンライン2 エピソード・オラクル』関連曲                                               |
| 8月26日  | Paradise Lost〜Beside you〜                                                                                    | 皇綺羅（小野大輔）、帝ナギ（代永翼）、鳳瑛二（内田雄馬）、天草シオン（山下大輝） | 「Beside you」 | 『うたの☆プリンスさまっ♪』関連曲                                                                                       |
| 9月16日  | SUPER STAR/THIS IS...!/Genesis HE★VENS                                                                         | 鳳瑛一（緑川光）、皇綺羅（小野大輔）、帝ナギ（代永翼）、鳳瑛二（内田雄馬）、桐生院ヴァン（高橋英則）、日向大和（木村良平）、天草シオン（山下大輝）                                                                                             | 「Genesis HE★VENS」 | 『うたの☆プリンスさまっ♪』関連曲                                                                                       |
| 12月2日  | Supernova | B-PROJECT | 「Supernova Explosion」 | 『B-PROJECT』関連曲 |
| 12月2日  | Supernova 特務部第壱翼竜隊ver.                                                                                 | 特務部第壱翼竜隊 | 「創世Prelude」 | 『B-PROJECT』関連曲 |
| 12月16日 | Max Charm Faces 〜彼女は最高♡♡!!!!!!〜                                                                         | Shuta Sueyoshi with Totoko（遠藤綾）♡Nya（山下七海） & 松野家6兄弟 | 「Max Charm Faces 〜彼女は最高♡♡!!!!!!〜」                                                                                                   | テレビアニメ『おそ松さん』第3期エンディングテーマ                                                                      |
| 2021年   | | | | |
| 1月13日  | GO!GO!細胞フェスタ                                                                                             | 赤血球（花澤香菜）、白血球（前野智昭）、キラーT細胞/メモリーT細胞（小野大輔）、マクロファージ（井上喜久子）、一般細胞（小林裕介）、乳酸菌（吉田有里）                                                                                          | 「GO!GO!細胞フェスタ」 | テレビアニメ『はたらく細胞!!』オープニングテーマ                                                                       |
| 2月3日   | Life is Swingin' Groovin' Show                                                                                 | キタコレ | 「Life is Swingin' Groovin' Show」 「I think I'm in love」                                                                                   | 『B-PROJECT』関連曲 |
| 2月24日  | Amazing Intelligence 〜クズは最高!!!!!!!!!!!!!♡♡△△〜                                                           | オムスビ（山本和臣） with おそ松さんオールスターズ | 「Amazing Intelligence 〜クズは最高!!!!!!!!!!!!!♡♡△△〜」                                                                                     | テレビアニメ『おそ松さん』第3期エンディングテーマ                                                                      |
| 4月28日  | ファンタシースターオンライン2 エピソード・オラクル 〜アークスシップの炎渦〜                                    | アッシュ（小野大輔） | 「Burning Hearts 〜炎のANGEL〜」 | ゲーム『ファンタシースターオンライン2』関連曲                                                                          |
| 6月2日   | うたの☆プリンスさまっ♪10th Anniversary CD                                                                      | 鳳瑛一（緑川光）、皇綺羅（小野大輔）、帝ナギ（代永翼）、鳳瑛二（内田雄馬）、桐生院ヴァン（高橋英則）、日向大和（木村良平）、天草シオン（山下大輝）                                                                                             | 「ENDLESS SCORE」 | 『うたの☆プリンスさまっ♪』関連曲                                                                                       |
| 8月18日  | おそ松さん Original Sound Track Album3                                                                         | Shuta Sueyoshi with Totoko（遠藤綾）♡Nya（山下七海） & 松野家6兄弟 | 「Max Charm Faces 〜彼女は最高♡♡!!!!!!〜 Smile Again」                                                                                       | テレビアニメ『おそ松さん』第3期エンディングテーマ                                                                      |
| 8月18日  | おそ松さん Original Sound Track Album3                                                                         | オムスビ（山本和臣） with おそ松さんオールスターズ | 「Amazing Intelligence 〜クズは最高!!!!!!!!!!!!!♡♡△△〜 Type FINAL」                                                                          | テレビアニメ『おそ松さん』第3期エンディングテーマ                                                                      |
| 9月22日  | L・O・V・E | ファフニール（小野大輔）、滝谷真（中村悠一） | 「Cursed Treasure」 | テレビアニメ『小林さんちのメイドラゴンS』関連曲                                                                        |
| 10月27日 | 流星*ファンタジア                                                                                              | B-PROJECT | 「流星*ファンタジア」 「Blue period」 「Seize your light」                                                                                   | ゲーム『B-PROJECT 流星*ファンタジア』主題歌                                                                            |
| 10月27日 | One Day | 皇綺羅（小野大輔） | 「Morning in the sky」 | 『うたの☆プリンスさまっ♪』関連曲                                                                                       |
| 10月27日 | One Day | 鳳瑛一（緑川光）、皇綺羅（小野大輔）、帝ナギ（代永翼）、鳳瑛二（内田雄馬）、桐生院ヴァン（高橋英則）、日向大和（木村良平）、天草シオン（山下大輝）                                                                                             | 「One Day」 | 『うたの☆プリンスさまっ♪』関連曲                                                                                       |
| 11月17日 | B with U ダイコクver.                                                                                          | キタコレ | 「未来の行方」 | 『B-PROJECT』関連曲 |
| 11月17日 | B with U ブレイブver.                                                                                          | キタコレ、KiLLER KiNG | 「Vectorial」 | 『B-PROJECT』関連曲 |
| 2022年   | | | | |
| 2月25日  | SELECTION PROJECT BD・DVD第3巻特典CD                                                                           | おしるこジュン（小野大輔） | 「あんころ節」 | テレビアニメ『SELECTION PROJECT』挿入歌                                                                                |
| 2025年   | | | | |
| 7月29日  | 無敵的ハピネス!                                                                                                | 涼宮ハルヒ（平野綾）、長門有希（茅原実里）、朝比奈みくる（後藤邑子）、キョン（杉田智和）、古泉一樹（小野大輔） | 「無敵的ハピネス!(SOS団5人Ver.)」 | 小説『涼宮ハルヒ』シリーズ関連曲                                                                                       |

### その他参加楽曲
| 発売日          | 商品名                                                     | 歌 | 楽曲                                                          | 備考                                                      |
| 2010年代        | 2010年代                                                   | 2010年代 | 2010年代                                                      | 2010年代                                                  |
| --------------- | ---------------------------------------------------------- | --- | ------------------------------------------------------------- | --------------------------------------------------------- |
| 2011年5月31日   | EVER SMILE                                                 | SHOW&KENN with ALL FRIENDS | 「EVER SMILE」                                                | 「東日本大震災」チャリティーソング                        |
| 2012年7月25日   | tetote                                                     | 浅沼晋太郎、岡本信彦、小野大輔、梶裕貴、木村良平、藤原啓治、前野智昭、井口裕香、伊藤かな恵、伊藤静、井上麻里奈、金元寿子、川澄綾子、喜多村英梨、釘宮理恵、佐藤聡美、佐藤利奈、沢城みゆき、中原麻衣、南條愛乃、能登麻美子、花澤香菜、日笠陽子、ミルキィホームズ、悠木碧 | 「tetote」                                                    | 「東日本大震災」チャリティーソング                        |
| 2012年11月7日   | おれパラ 〜 5th Anniversary ALBUM おれクル？               | 小野大輔、鈴村健一、森久保祥太郎、岩田光央 | 「眠るものたちへ〜おれパラver〜」 「Galaxy Bus」              | ライブイベント『Original Entertainment Paradise』関連曲   |
| 2012年12月21日  | VS/Sweet nest                                              | D.A.T | 「VS」 「Sweet nest」                                         | ラジオ『小野大輔・近藤孝行 夢冒険〜Dragon&Tiger〜』主題歌 |
| 2013年3月27日   | Disney 声の王子様〜東京ディズニーリゾート (R) 30周年記念盤 | 小野大輔 | 「It's So Much Fun」                                          |                                                           |
| 2013年3月27日   | Disney 声の王子様〜東京ディズニーリゾート (R) 30周年記念盤 | 小野大輔、寺島拓篤 | 「魔法の鍵〜The Dream Goes On」                               |                                                           |
| 2014年4月23日   | NOCTURNE -drastic dance-/Blue moon                         | D.A.T | 「NOCTURNE -drastic dance-」 「Blue moon」                    | ラジオ『小野大輔・近藤孝行 夢冒険〜Dragon&Tiger〜』主題歌 |
| 2015年4月22日   | CHANGE THE WORLD                                           | D.A.T | 「CHANGE THE WORLD」 「Buddy」                                | ラジオ『小野大輔・近藤孝行 夢冒険〜Dragon&Tiger〜』主題歌 |
| 2018年5月9日    | Trinity                                                    | D.A.T | 「MAVERICK」 「AXIS」 「Just The 2 Of Us」 「D.A.T SYNDROME」 | ラジオ『小野大輔・近藤孝行 夢冒険〜Dragon&Tiger〜』関連曲 |
| 2018年5月9日    | Trinity                                                    | 小野大輔 | 「SLAVE (Break the chains)」                                  | ラジオ『小野大輔・近藤孝行 夢冒険〜Dragon&Tiger〜』関連曲 |
| 2020年代        |                                                            | |                                                               |                                                           |
| 2021年6月16日   | TRAD                                                       | TRD | 「Vermillion Phoenix」 「Take You Higher」 「Game Changer」   |                                                           |
| 2021年6月16日   | TRAD                                                       | 小野大輔 | 「Just the Two of Us」                                        |                                                           |
| 2021年9月29日   | ABEMA「よつば音楽学院」発カバーアルバム                    | 小野大輔 | 「全力少年」 「3月9日」                                       | バラエティー番組『よつば音楽学院』関連曲                  |
| 2021年9月29日   | ABEMA「よつば音楽学院」発カバーアルバム                    | Vacances" | 「ありがとう」                                                | バラエティー番組『よつば音楽学院』関連曲                  |
| 2021年11月4日   | Strangers                                                  | TRD | 「Strangers」                                                 | テレビアニメ『吸血鬼すぐ死ぬ』エンディングテーマ          |
| 「Clock Hands」 |                                                            | |                                                               |                                                           |
| 2023年2月15日   | Cozy Crazy PARTY!                                          | 「Cozy Crazy PARTY!」 | テレビアニメ『吸血鬼すぐ死ぬ2』エンディングテーマ             |                                                           |
| 2023年2月15日   | Cozy Crazy PARTY!                                          | 「Hope Step」 |                                                               |                                                           |
| 2023年4月26日   | CrosSing Collection vol.2                                  | 「You Go Your Way」 | 『CrosSing - Music＆Voice-』関連曲                            |                                                           |
| 2023年12月6日   | SID Tribute Album -Anime Songs-                            | 小野大輔 | 「モノクロのキス」                                            |                                                           |

## 連載
- もす。（主婦の友社『声優グランプリ』） - 『小野大輔 もす。』のタイトルで書籍化。
- ナヴァグラハ - 近藤孝行とともに漫画原作を担当。
  - ナヴァグラハ -DefenD 9 Triggers-（『月刊少年シリウス』2015年10月号 - 2017年1月号）
  - ナヴァグラハ -Virgin 9 soulS-（『月刊少年シリウス』2017年5月号 - ）